# Ordre de bataille de l'armée française en août 1914

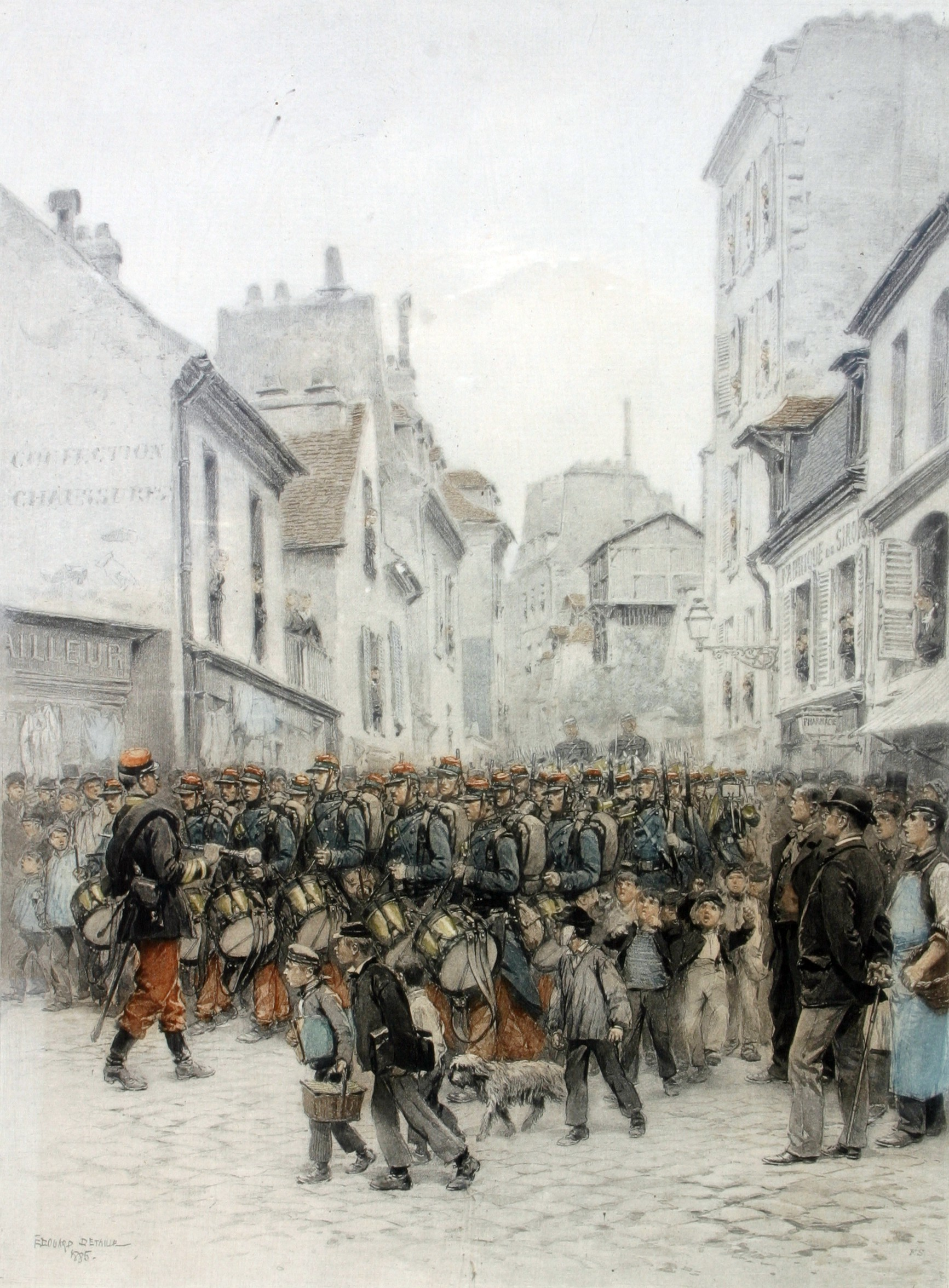
Édouard Detaille, Le Régiment qui passe, 1885.

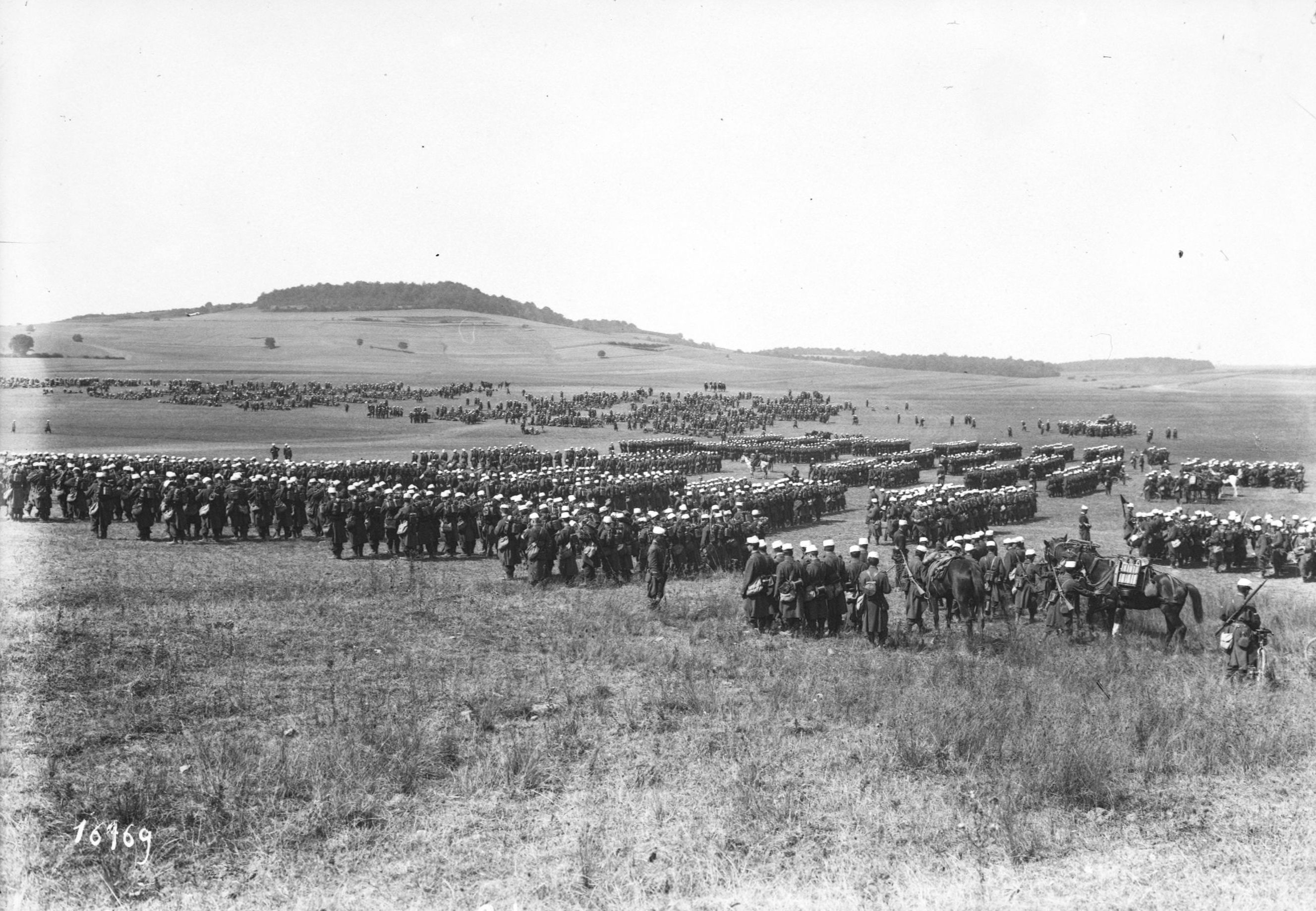
Déploiement d'infanterie lors des grandes manœuvres de l'armée française près de Vesoul en 1911.

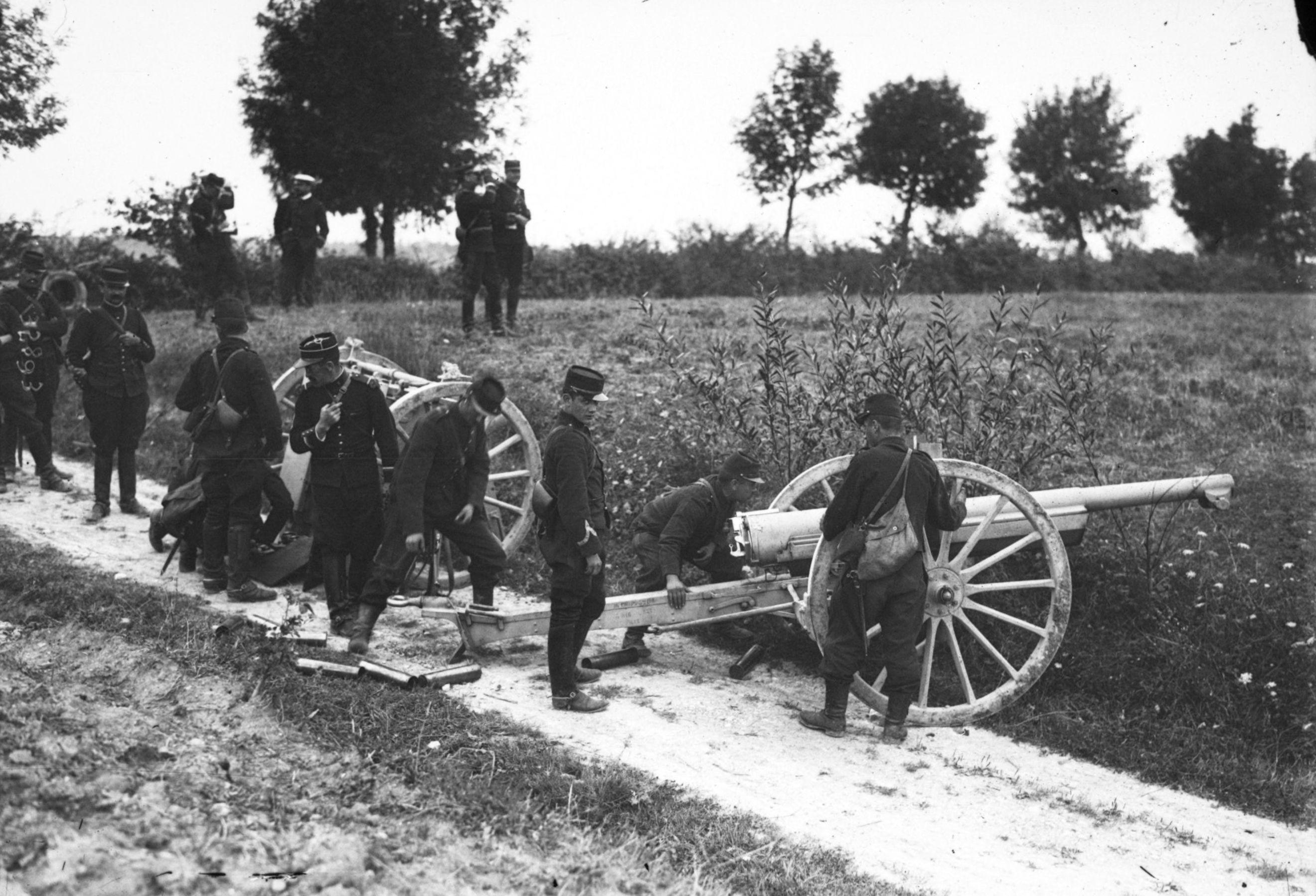
Mise en batterie d'un canon de 75 mm lors des manœuvres de 1913.

L'ordre de bataille de l'armée française en août 1914 fournit l'organisation de l'armée de terre française tel que prévu selon le plan de mobilisation et de concentration, le plan XVII, appliqué à partir du 2 août 1914, veille de l'entrée de la France dans la Première Guerre mondiale (l'Empire allemand lui déclare la guerre le 3 août). Cette structure est modifiée dès le premier mois de guerre.
Cet ordre de bataille est assez proche de celui de son adversaire allemand : la majorité des forces sont structurées en un petit nombre d'armées, chacune subdivisée en corps d'armée composé de deux divisions, le reste formant les réserves à la disposition du commandant en chef et du ministre de la Guerre. Cette organisation change dès la première partie du mois d'août par l'affectation des unités de réserve, puis par la réaffectation de plusieurs corps d'armée et la création de nouvelles armées.

## Organisation

### En temps de paix
L'armée du temps de paix compte, au printemps 1914, 882 907 hommes, dont 686 993 en métropole, 62 598 en Algérie-Tunisie, 81 750 au Maroc et 51 566 auxiliaires. Le territoire de la République française est divisé en 21 régions militaires, à raison de 20 en métropole et d'une en Algérie (la 19e), plus le gouvernement militaire de Paris. Chaque région militaire compte deux divisions d'infanterie (DI), sauf la 6e région qui en a trois.
| Régions militaires (corps d'armée) | Sièges des régions | Divisions stationnées                                                                      |
| ---------------------------------- | ------------------ | ------------------------------------------------------------------------------------------ |
| GMP                                | Paris              | 1re DC (Paris), 7e DC (Melun) et 1re DIC (Paris)                                           |
| Ire                                | Lille              | 1re DI (Lille) et 2e (Arras) DI                                                            |
| IIe                                | Amiens             | 3e DI (Amiens), 4e DI (Mézières) et 4e DC (Sedan)                                          |
| IIIe                               | Rouen              | 5e DI (Rouen) et 6e DI (Paris)                                                             |
| IVe                                | Le Mans            | 7e DI (Paris) et 8e DI (Le Mans)                                                           |
| Ve                                 | Orléans            | 9e DI (Orléans) et 10e DI (Paris)                                                          |
| VIe                                | Châlons-sur-Marne  | 12e DI (Reims), 40e DI (Saint-Mihiel), 42e DI (Verdun), 3e DC (Compiègne) et 5e DC (Reims) |
| VIIe                               | Besançon           | 14e DI (Belfort), 41e DI (Remiremont) et 8e DC (Dole)                                      |
| VIIIe                              | Bourges            | 15e DI (Dijon) et 16e DI (Bourges)                                                         |
| IXe                                | Tours              | 17e DI (Châteauroux), 18e DI (Angers) et 9e DC (Tours)                                     |
| Xe                                 | Rennes             | 19e DI (Rennes) et 20e DI (Saint-Servan)                                                   |
| XIe                                | Nantes             | 21e DI (Nantes), 22e DI (Vannes) et 3e DIC (Brest)                                         |
| XIIe                               | Limoges            | 23e DI (Angoulême) et 24e DI (Périgueux)                                                   |
| XIIIe                              | Clermont-Ferrand   | 25e DI (Saint-Étienne) et 26e DI (Clermont-Ferrand)                                        |
| XIVe                               | Lyon               | 27e DI (Grenoble), 28e DI (Chambéry) et 6e DC (Lyon)                                       |
| XVe                                | Marseille          | 29e DI (Nice), 30e DI (Avignon) et 2e DIC (Toulon)                                         |
| XVIe                               | Montpellier        | 31e DI (Montpellier) et 32e DI (Perpignan)                                                 |
| XVIIe                              | Toulouse           | 33e DI (Montauban), 34e DI (Toulouse) et 10e DC (Montauban)                                |
| XVIIIe                             | Bordeaux           | 35e DI (Bordeaux) et 36e DI (Bayonne)                                                      |
| XIXe                               | Alger              | divisions d'Alger (38e DI), d'Oran (45e DI) et de Constantine (37e DI)                     |
| XXe                                | Nancy              | 11e DI (Nancy), 39e DI (Toul) et 2e DC (Lunéville)                                         |
| XXIe                               | Épinal             | 13e DI (Chaumont) et 43e DI (Saint-Dié)                                                    |

L'infanterie est forte de 686 bataillons. Sont stationnés en métropole les 173 régiments d'infanterie (RI), chacun à trois bataillons (9 régiments en ont quatre), ainsi que les 31 bataillons de chasseurs à pied (BCP) et les 12 régiments d'infanterie coloniale (RIC, à trois bataillons). Il y a en outre dans les colonies 4 régiments de zouaves (à six bataillons), 9 régiments de tirailleurs algériens (total de 40 bataillons), 2 régiments étrangers (à six bataillons), 5 bataillons d'infanterie légère d'Afrique, 6 régiments de marche coloniaux du Maroc et 5 bataillons de troupes auxiliaires marocaines.
La cavalerie compte juste avant la mobilisation 378 escadrons. Presque tous sont enrégimentés au sein de 89 régiments (chacun à quatre escadrons) : 12 régiments de cuirassiers, 32 de dragons, 21 de chasseurs à cheval, 14 de hussards, 6 de chasseurs d'Afrique et 4 de spahis. S'y rajoutent un escadron de spahis sénégalais et 12 escadrons de troupes auxiliaires marocaines.
L'artillerie est composée de 855 batteries (chacune de quatre pièces), réparties dans 62 régiments d'artillerie de campagne, 2 régiments d'artillerie de montagne, 11 régiments d'artillerie à pied, 5 régiments d'artillerie lourde, 10 groupes d'artillerie d'Afrique et 3 régiments d'artillerie coloniale. Elle fournit 42 artilleries divisionnaires (à neuf batteries, soit trois groupes), 20 artilleries de corps (à douze batteries, soit quatre groupes) et 10 groupes à cheval (à trois batteries).
Le génie militaire est composé de 11 régiments du génie, fournissant 145 compagnies spécialisées ainsi que 44 détachements. L'aéronautique militaire est composée de 26 escadrilles et une dizaine de dirigeables.

### Mise sur le pied de guerre
La mobilisation qui commence le 2 août 1914 déclenche l'application du plan de mobilisation : 2 900 000 hommes rejoignent les dépôts, jusqu'au 18 août, auxquels se rajoutent 71 000 volontaires. les unités d'active (c'est-à-dire les 680 000 hommes du temps de paix) sont renforcées par l'afflux des réservistes des trois plus jeunes classes, tandis que de nouvelles unités sont créées avec les réservistes plus âgés, appelées unités de réserve et de territoriale. L'armée passe de 686 à 1 636 bataillons d'infanterie, de 365 à 600 escadrons de cavalerie, de 855 à 1 527 batteries d'artillerie et de 191 à 528 unités de génie.
D'abord, les 21 régions militaires fournissent immédiatement chacune un corps d'armée (CA) portant le même numéro, sauf la 19e région (l'Algérie qui envoie ses deux divisions, les 37e et 38e DI) ; s'y rajoute le corps colonial. Cela fait un total de 46 divisions d'infanterie (composées d'unités d'active, soit 1 054 000 hommes en comptant la 44e DI créée à la mobilisation) et 10 divisions de cavalerie (52 500 hommes).
Ensuite, les régiments d'infanterie de réserve (numérotés à partir du numéro 201, à deux bataillons) sont constitués à partir des régiments d'active dont ils portent le numéro augmenté de 200) puis regroupés pour former 25 divisions de réserve (numérotées de 51 à 75, leur numéro correspond au numéro de la région militaire d'origine augmenté de 50) soit un total de 450 000 hommes.
Le principe de constitution des unités est celui de l'amalgame. Régiments d'active et de réserve sont chacun constitués dans une proportion proche de la moitié de personnel d'active et de personnels de réserve. L'adjoint du chef de corps d'active prend généralement le commandement du régiment de réserve et les cadres sont répartis pour donner une structure de force quasi équivalente pour toutes les unités. Pour montrer cette continuité, les trois bataillons du régiment d'active sont numérotés 1, 2 et 3 et comprennent respectivement les 1re, 2e, 3e et 4e compagnies, les 5e, 6e, 7e et 8e compagnies et les 9e, 10e, 11e et 12e compagnies alors que le régiment de réserve comprend les 5e et 6e bataillons avec respectivement les 17e, 18e, 19e et 20e compagnies et les 21e, 22e, 23e et 24e compagnies. Une place est laissée dans cette numérotation à un éventuel 4e bataillon d'active comprenant la 13e, 14e, 15e et 16e compagnies.
Les plus âgés sont versés dans les régiments d'infanterie territorial à trois ou quatre bataillons, dont une partie servent à la formation de 12 divisions d'infanterie territoriale (huit de campagne et quatre de place, numérotées de 81 à 92, soit 184 600 hommes). Les plus jeunes des territoriaux peuvent être éventuellement inclus dans un régiment d'active ou de réserve pour compléter les effectifs après les premiers combats.
| Régions militaires | Sièges des régions | Divisions d'active                    | Divisions de réserve                          | Divisions de territoriale             |
| ------------------ | ------------------ | ------------------------------------- | --------------------------------------------- | ------------------------------------- |
| Ire                | Lille              | -                                     | 51e DR (Arras)                                | -                                     |
| IIe                | Amiens             | -                                     | 52e DR (Mézières)                             | 81e DTC (Amiens)                      |
| IIIe               | Rouen              | -                                     | 53e DR (Rouen)                                | 82e DTC (Rouen)                       |
| IVe                | Le Mans            | -                                     | 54e DR (Le Mans)                              | 83e DTP (Chartres) et 84e DTC (Laval) |
| Ve                 | Orléans            | -                                     | 55e DR (Orléans)                              | -                                     |
| VIe                | Châlons            | -                                     | 56e (Châlons), 69e (Reims) et 72e DR (Verdun) | -                                     |
| VIIe               | Besançon           | -                                     | 57e DR (Belfort)                              | -                                     |
| VIIIe              | Bourges            | -                                     | 58e DR (Dijon)                                | -                                     |
| IXe                | Tours              | -                                     | 59e DR (Angers)                               | 85e (Châteauroux) et 86e DTP (Angers) |
| Xe                 | Rennes             | -                                     | 60e DR (Rennes)                               | 87e DTC (Saint-Servan)                |
| XIe                | Nantes             | -                                     | 61e DR (Vannes)                               | 88e DTC (Nantes)                      |
| XIIe               | Limoges            | -                                     | 62e DR (Angoulême)                            | 89e DTP (Angoulême)                   |
| XIIIe              | Clermont-Ferrand   | -                                     | 63e DR (Clermont-Ferrand)                     | -                                     |
| XIVe               | Lyon               | 44e DI (Lyon)                         | 64e (Grenoble) et 74e DR (Chambéry)           | -                                     |
| XVe                | Marseille          |                                       | 65e (Nice) et 75e DR (Avignon)                | -                                     |
| XVIe               | Montpellier        | -                                     | 66e DR (Montpellier)                          | 90e DTC (Perpignan)                   |
| XVIIe              | Toulouse           | -                                     | 67e DR (Montauban)                            | 91e DTC (Toulouse)                    |
| XVIIIe             | Bordeaux           | -                                     | 68e DR (Bordeaux)                             | 92e DTC (Bordeaux)                    |
| XIXe               | Alger              | 37e (Philippeville) et 38e DI (Alger) | -                                             | -                                     |
| XXe                | Nancy              | -                                     | 70e (Neufchâteau) et 73e DR (Toul)            | -                                     |
| XXIe               | Épinal             | -                                     | 71e DR (Épinal)                               | -                                     |

Enfin se rajoutent à la fin de la mobilisation les éléments d'armée (artillerie lourde, troupes de chemin de fer, aviation, etc., soit 187 500 hommes), les garnisons (places fortes, camp retranché de Paris et Corse, soit 821 400 hommes) et les gardes des voies ferrées (210 000 hommes). Le reliquats de réservistes (680 000 hommes) restent dans les dépôts. Le total du corps de bataille est à la mi-août de 3 580 000 hommes, sans compter les unités laissées dans les colonies et les différents services de l'arrière.

### Déploiement
L'état-major avait prévu de déployer des troupes le long de la frontière franco-allemande dès le temps de paix en cas de tension diplomatique, puis à partir du décret de mobilisation de renforcer celles-ci avec toutes les grandes unités casernées dans les régions militaires frontalières (les 2e, 6e, 20e, 21e et 7e régions) pour assurer la « couverture » de la mobilisation du reste des régions. Cette couverture était sous l'autorité des états-majors des cinq corps d'armée de la frontière, jusqu'au 6 août au matin, date à laquelle les états-majors des cinq armées prévues par le plan prennent le relais. Le 18 août, l'armée française a terminé sa « concentration » (déploiement) le long des frontières du Nord-Est.
|                                    | Commandants désignés   | Zones de concentration                                                              | Composition : corps et divisions                                                      | Effectifs  | Missions                                                                  |
| 1re armée (armée de Dole)          | Auguste Dubail         | autour de Remiremont et Charmes                                                     | cinq corps (7e, 8e, 13e, 14e et 21e), soit dix DI, plus les 6e et 8e DC               | 266 452 h. | attaquer vers Mulhouse et Sarrebourg                                      |
| 2e armée (armée de Dijon)          | Édouard de Castelnau   | autour de Pont-Saint-Vincent et Neufchâteau                                         | cinq corps (9e, 15e, 16e, 18e et 20e), soit dix DI, plus les 2e et 10e DC             | 323 445 h. | attaquer vers Morhange                                                    |
| 3e armée (armée de Châlons)        | Pierre Ruffey          | autour de Saint-Mihiel et Verdun                                                    | trois corps (4e, 5e et 6e), soit sept DI, plus la 7e DC                               | 237 257 h. | surveiller la place de Metz                                               |
| 4e armée (armée de Fontainebleau)  | Fernand Langle de Cary | autour de Saint-Dizier et Bar-le-Duc                                                | trois corps (12e, 17e et CAC), soit six DI, plus la 9e DC                             | 159 588 h. | en réserve sur l'Argonne                                                  |
| 5e armée (armée de Paris)          | Charles Lanrezac       | d'Hirson à Dun-sur-Meuse                                                            | cinq corps (1er, 2e, 3e, 10e et 11e), soit dix DI, plus la 4e DC et les 52e et 60e DR | 299 350 h. | surveiller la frontière belge dans le massif ardennais                    |
| Corps de cavalerie                 | André Sordet           | autour de Mézières                                                                  | 1re, 3e et 5e DC                                                                      | 15 750 h.  | s'avancer dans l'Ardenne en cas d'invasion de la Belgique                 |
| 1er groupe de divisions de réserve | Louis Archinard        | autour de Luxeuil, Vesoul et Montbéliard                                            | 58e, 63e et 66e DR                                                                    | 54 000 h.  | surveiller la frontière suisse et servir de réserve derrière la 1re armée |
| 2e groupe de divisions de réserve  | Léon Durand            | sur le Grand Couronné de Nancy                                                      | 59e, 68e et 70e DR                                                                    | 54 000 h.  | servir de réserve derrière la 2e armée                                    |
| 3e groupe de divisions de réserve  | Paul Durand            | sur les Hauts de Meuse                                                              | 54e, 55e et 56e DR                                                                    | 54 000 h.  | servir de réserve derrière la 3e armée                                    |
| 4e groupe de divisions de réserve  | Mardochée Valabrègue   | autour de Vervins                                                                   | 51e, 53e et 69e DR                                                                    | 54 000 h.  | servir de réserve derrière la 5e armée                                    |
| Armée des Alpes (armée de Lyon)    | Albert d'Amade         | dans les Alpes et à Lyon                                                            | 44e DI, 64e, 65e, 74e et 75e DR, ainsi que la 91e DTC                                 | 105 000 h. | surveiller la frontière italienne                                         |
| Camp retranché de Paris            | Victor-Constant Michel | autour de Paris                                                                     | 61e et 62e DR, 83e DTC, 84e, 85e, 86e et 89e DTP                                      | 111 000 h. | défendre le camp retranché                                                |
| Places fortes de l'Est             | -                      | autour de Verdun, de Toul, d'Épinal et de Belfort                                   | 72e, 73e, 71e et 57e DR                                                               | 72 000 h.  | servir à la défense mobile des places fortes                              |
| Divisions isolées                  | Joseph Brugère         | en arrière du littoral (Hazebrouck, Rouen, Nantes, Valognes, Perpignan et Bordeaux) | 81e, 82e, 88e, 87e, 90e et 92e DTC                                                    | 90 000 h.  | surveiller le littoral et la frontière espagnole                          |

## Ordre de bataille initial
Le commandement du théâtre d'opérations Nord-Est est confié au Grand Quartier Général (GQG) :
- commandant en chef des armées : général Joseph Joffre ;
- major-général : général Émile Belin ;
- aides-majors : généraux Henri Berthelot (2e et 3e bureaux) et Céleste Deprez (1er et 4e bureaux) ;
- chancellerie (punitions et récompenses) : lieutenant-colonel Gaston Dupuis ;
- chef du 1er bureau (organisation, équipement et ressources humaines) : colonel Bernard ;
- chef du 2e bureau (renseignement) : lieutenant-colonel Dupont ;
- chef du 3e bureau (opération et instruction) : lieutenant-colonel Ferdinand Auguste Pont ;
- chef du 4e bureau (étapes et transport) : général Henri Linder ;
- direction de l'arrière : général Édouard Laffon de Ladebat[13].

Une artillerie lourde mobile est mise sous les ordres du groupe d'armées du Nord-Est, soit quinze batteries de canons de 120 mm long et six batteries de mortiers de 220 mm.

### 1rearmée

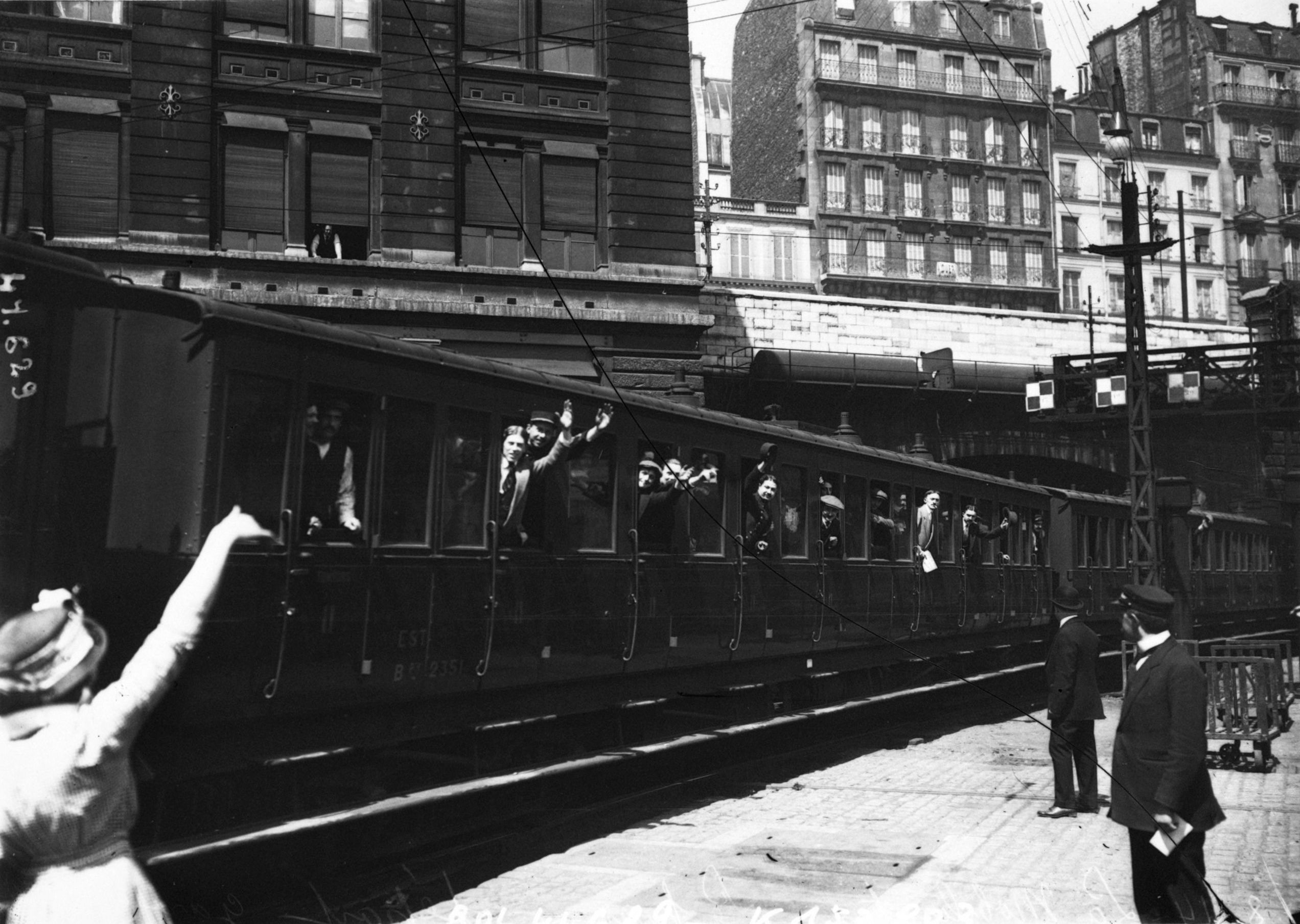
Départ de la gare de Paris-Est d'un train de mobilisés, le 2 août 1914.

La 1re armée, surnommée « Armée de Dôle », est commandée par le général Augustin Dubail (remplacé le 5 janvier 1915 par le général Pierre Auguste Roques).
Chef d'état-major : général Marie-Georges Demange (remplacé le 17 septembre 1914 par le général Marie-Eugène Debeney, puis le 6 janvier 1915 par le général Joseph Alfred Micheler) ;
sous-chef d'état-major : lieutenant-colonel Marie-Eugène Debeney ;
chef du 3e bureau : commandant Schérer ;
chef de l'aviation : colonel Victor-Paul Bouttieaux ;
commandant de la direction des étapes et services : général Malcor.
Le commandant et le premier échelon de son état-major quittent la gare de Paris-Pantin le 4 à 21 h 26 et arrivent à Épinal le 5 à 17 h 30. Dubail prend son commandement le 6 à 0 h 1. La zone d'action s'étend de la frontière suisse au sud jusqu'à la ligne exclue Bainville-aux-Miroirs – Bayon – Lunéville – Lagarde – Dieuze au nord.
Le 2 août 1914, la 1re armée est composée avec les 7e, 8e, 13e, 14e et 21e corps d'armée, les 6e et 8e divisions de cavalerie, avec quatre groupes d'artillerie lourde et six escadrilles. Le 7e corps lui est retiré le 11 août, elle reçoit la 71e DI le 13 (retirée le 20, rendue le 25, retirée le 28, rendue le 6 septembre), la 15e DI le  14 août (retirée le 16, rendue le 19, retirée le 20), la 58e DI le 18 (retirée le 19), la 13e DI le 20 (retirée le 23), la 44e DI le 22 (retirée le 26), la 66e DI le 28 et le groupement des Vosges le 28 août. Le 21e corps lui est retiré le 4 septembre et le 13e corps le 11 septembre.

#### 7ecorps
Le 7e corps d'armée (de Besançon) est commandé par le général Louis Bonneau, remplacé (limogeage à la suite de sa défaite lors de la bataille de Mulhouse) le 12 août 1914 par le général Frédéric Émile Vautier, puis le 17 novembre par le général Étienne de Villaret.
Chef d'état-major : colonel Georges Challe.
Commandant de l'artillerie (7e brigade) : général Charles Pauffin de Saint-Morel.
Commandant du génie : colonel Georges Arnoux.

##### 14eDI
La 14e division d'infanterie (de Belfort) est commandée par le général Louis Curé, remplacé (limogeage à la suite de la bataille de Mulhouse) le 12 août 1914 par le général Étienne de Villaret.

##### 41eDI
La 41e division d'infanterie (de Remiremont) est commandée par le général Paul Superbie, remplacé le 3 septembre 1914 par le général Marie Désiré Pierre Bataille, puis le 8 septembre (Bataille est tué par un éclat d'obus) par le général Édouard Bolgert.

#### 8ecorps
Le 8e corps d'armée (de Bourges) est commandé par le général Marie Joseph Louis Dominique de Castelli (remplacé le 12 octobre 1914 par le général Jean Piarron de Mondésir).
Chef d'état-major : colonel Jean Sarda ;
commandant de l'artillerie (8e brigade) : général Henri Guipon ;
commandant du génie : colonel Joseph Perret.

##### 15eDI
La 15e division d'infanterie (de Dijon) est commandée par le général Léon Bajolle, remplacé le 14 octobre 1914 par le général Louis d'Armau de Pouydraguin.

##### 16eDI
La 16e division d'infanterie (de Bourges) est commandée par le général Louis Ernest de Maud'huy, remplacé le 8 septembre 1914 par le général Jean Piarron de Mondésir.

#### 13ecorps
Le 13e corps d'armée (de Clermont-Ferrand) est commandé par le général César Alix (remplacé le 11 avril 1915 par le général Henry Alby).
chef d'état-major : colonel Léon Gaucher ;
commandant de l'artillerie (13e brigade) : général Charles Nollet.

##### 25eDI
25e division d'infanterie (de Saint-Étienne) est commandée par le général Gaston Delétoille, remplacé le 8 septembre 1914 par le général Chandezon, puis le 17 septembre par le général Marie-Georges Demange.

##### 26eDI
La 26e division d'infanterie (de Clermont-Ferrand) est commandée par le général Gustave Silhol, remplacé le 20 août 1914 par le général Ferdinand Blazer, puis le 26 août par le général Stéphane Pillot et le 30 septembre par le général Louis Hallouin.

#### 14ecorps
Le 14e corps d'armée (de Lyon) est commandé par le général Paul Pouradier-Duteil, remplacé (limogeage à la suite des difficultés au col de Sainte-Marie) le 24 août 1914 par le général Joseph Louis Alphonse Baret.
Chef d'état-major : colonel Langrenon ;
sous-chef : lieutenant-colonel Julien Masselin ;
commandant de l'artillerie (14e brigade) : général Hubert Camon (sl) ;
commandant du génie : colonel Pierre Larretche.

##### 27eDI
La 27e division d'infanterie (de Grenoble) est commandée par le général Joseph Louis Alphonse Baret, remplacé le 24 août par le général Ferdinand Blazer.

##### 28eDI
La 28e division d'infanterie (de Chambéry) est commandée par le général Henri Putz, remplacé le 7 septembre 1914 par le général Émile Sorbets.

#### 21ecorps
Le 21e corps d'armée (d'Épinal) est commandé par le général Émile Edmond Legrand-Girarde, remplacé le 12 septembre 1914 par le général Paul Maistre.
Chef d'état-major : lieutenant-colonel Baucheron de Boissoudy ;
Commandant de l'artillerie : (19e brigade) : général Jean Dumézil ;
Commandant du génie : lieutenant-colonel Buvignier.

##### 13eDI
La 13e division d'infanterie (de Chaumont) est commandée par le général Frédéric Edmond Bourdériat, avec comme chef d'état-major le commandant d'Origny. Bourdériat est remplacé le 27 août 1914 par le général Louis Henry Auguste Baquet, puis le 13 octobre par le général Henri Marie Alfred de Cadoudal.

##### 43eDI
La 43e division d'infanterie (de Saint-Dié-des-Vosges) est commandée par le général Pierre Lanquetot (jusqu'au 6 février 1915) avec comme chef d'état-major le commandant Henri Zeller.

#### 6eDC
La 6e division de cavalerie (de Lyon) est issue de la 14e région. Elle est commandée par le général Georges Édouard Levillain (ou Le Villain), remplacé le 27 août 1914 par le général Antoine de Mitry, puis le 30 septembre par le général Henri Requichot. Affectée à la couverture de la mobilisation, elle est placée sous le commandement du 21e corps.

#### 8eDC
La 8e division de cavalerie (de Dôle) est issue des 7e et 8e régions. Elle est commandée par le général Louis Dominique Achille Aubier, remplacé (limogeage à la suite de la bataille de Mulhouse) le 16 août 1914 par le général Olivier Mazel, puis le 27 août par le général Gendron et le 4 septembre par le général Albert Baratier. Affectée à la couverture de la mobilisation, elle est placée pendant cette période sous le commandement du 7e corps.

### 2earmée

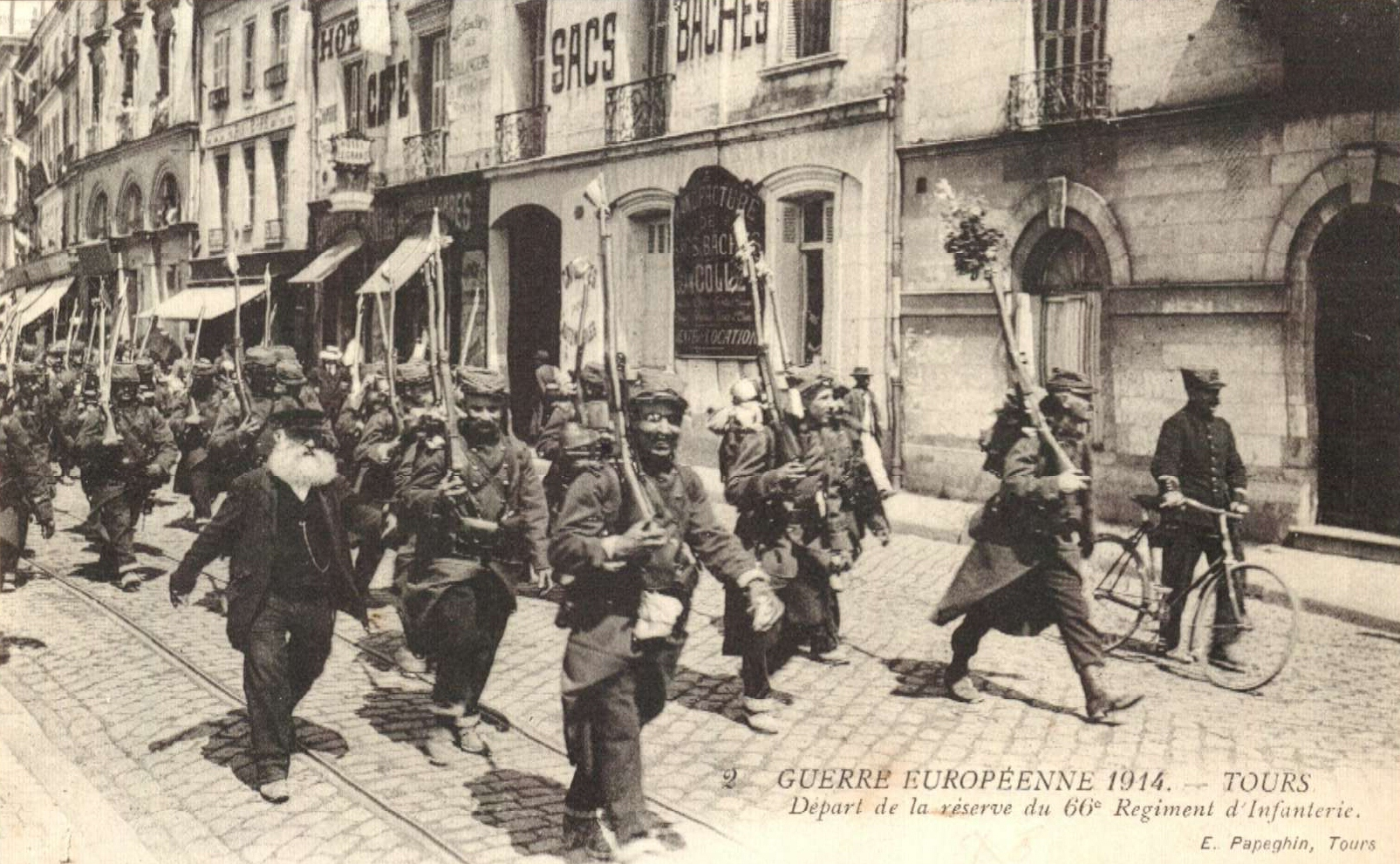
Colonne de soldats du d'infanterie marchant, des petits drapeaux au bout des fusils, vers la gare de Tours le 5 août 1914 au matin ; ils arrivent à Flavigny-sur-Moselle (près de Nancy) le 6 août.

La 2e armée, surnommée « Armée de Dijon », est commandée par le général Édouard de Curières de Castelnau (remplacé le 5 janvier 1915 par le général Philippe Pétain).
Chef d'état-major : général François Anthoine (remplacé le 7 novembre 1914 par le colonel Frédéric Hellot) ;
sous-chef : colonel Frédéric Hellot ;
chef du 3e bureau : lieutenant-colonel Devaux ;
chef de service de l'aviation : colonel Alphonse Caron ;
chef de la direction des étapes et services : général Léon Jean Benjamin de Lamothe.
Le 1er échelon de l'état-major mobilisé à Paris (au Grand Palais) part pour Neufchâteau le 4 août à 21 h. Le 2e échelon mobilisé à Dijon rejoint le 6. La prise de commandement par le général Castelnau se fait le 6.
La 2e armée est composée avec les 9e, 15e, 16e, 18e et 20e corps d'armée, les 2e et 10e divisions de cavalerie, cinq groupes d'artillerie lourde et quatre escadrilles. Elle est renforcée le 10 août par le 2e groupe de divisions de réserve, par la 17e DI le 12 (retirée le 13), la 30e DI le 15 (retirée le 16), par les 64e, 18e et 74e DI du 19 au 23 août, par la 68e DI le 21 (retirée le 22), par les 18e et 29e DI le 23 (la seconde retirée le 25, la première le 27). Elle perd le 18e corps le 18 août, le 9e corps le 19 et le 15e corps le 6 septembre.

#### 9ecorps
Le 9e corps d'armée (de Tours) est commandé par le général Pierre Joseph Louis Alfred Dubois (remplacé le 13 mars 1915 par le général Louis Curé). Le 9e corps est transféré de la 2e à la 4e armée, mais un contre-ordre laisse en Lorraine la 18e DI et la moitié de la 17e DI. Le corps est reconstitué dans les Ardennes, composé de la division marocaine et de la « 17e division d'infanterie provisoire ».
Chef d'état-major : colonel Nourisson ;
sous-chef : lieutenant-colonel Basset ;
commandant de l'artillerie (9e brigade) : général Pellarin ;
commandant du génie : colonel Durieu.

##### 17eDI
La 17e division d'infanterie (de Châteauroux) est commandée par le général Noël Jean-Baptiste Henri Alphonse Dumas, remplacé le 6 septembre 1914 par le général Pierre Guignabaudet. La division est disloquée, la 34e brigade restant en Lorraine tandis que la 33e part dans les Ardennes pour former avec la 36e brigade (77e et 135e RI, du colonel Eon) la « 17e division d'infanterie provisoire ».

##### 18eDI
La 18e division d'infanterie (d'Angers) est commandée par le général Justinien Lefèvre.

#### 15ecorps
Le 15e corps d'armée (de Marseille) est commandé par le général Louis Espinasse (remplacé le 31 octobre 1914 par le général Jules Heymann.
Chef d'état-major : colonel Galon ;
commandant de l'artillerie (15e brigade) : général Vincent.

##### 29eDI
La 29e division d'infanterie (de Nice) est commandée par le général Jean Baptiste Jules Carbillet.

##### 30eDI
La 30e division d'infanterie (d'Avignon) est commandée par le général Colle, remplacé le 31 octobre 1914 par le général Berge.

#### 16ecorps
Le 16e corps d'armée (de Montpellier) est commandé par le général Taverna (remplacé le 7 novembre 1914 par le général Paul François Grossetti).
Chef d'état-major : colonel Meunier ;
commandant de l'artillerie (16e brigade) : général Compagnon ;
commandant du génie : colonel Jullien.

##### 31eDI
La 31e division d'infanterie (de Montpellier) est commandée par le général Jean-Jacques Vidal.

##### 32eDI
La 32e division d'infanterie (de Perpignan) est commandée par le général Bouchez.

#### 18ecorps
Le 18e corps d'armée (de Bordeaux) est commandé par le général Jacques Marie Armand de Mas-Latrie, remplacé le 4 septembre 1914 par le général Louis Ernest de Maud'huy, puis le 30 septembre par le général François Marjoulet.
Chef d'état-major : lieutenant-colonel Vuillemot ;
commandant de l'artillerie (18e brigade) : général Marchand.

##### 35eDI
La 35e division d'infanterie (de Bordeaux) est commandée par le général Charles Exelmans, remplacé le 4 septembre 1914 par le général Marjoulet, puis le 3 octobre par le général Gaëtan Bonnier.

##### 36eDI
La 36e division d'infanterie (de Bayonne) est commandée par le général Jouannic, remplacé le 19 septembre 1914 par le général Bertin.

#### 20ecorps
Le 20e corps d'armée (de Nancy) est commandé par le général Ferdinand Foch, remplacé le 29 août 1914 par le général Maurice Balfourier.
Chef d'état-major : colonel Denis Auguste Duchêne ;
sous-chef : lieutenant-colonel Des Mazis ;
commandant de l'artillerie (20e brigade) : général Beltramelli.

##### 11eDI
La 11e division d'infanterie (de Nancy) est commandée par le général Maurice Balfourier, remplacé le 29 août 1914 par le général Marie Joseph Châtelain, puis le 27 septembre par le général Ferry.

##### 39eDI
La 39e division d'infanterie (de Toul) est commandée par le général Georges Dantant, remplacé le 16 novembre 1914 par le général Louis Curé.

#### 2eGDR
Le 2e groupe de divisions de réserve est commandé par le général Léon Durand (remplacé le 21 septembre 1914 par le général Joppé), avec comme chef d'état-major le lieutenant-colonel Paul Alexandre Coquelin de Lisle. La concentration du groupe se fait du 9 au 25 août autour de Nancy, avec son déploiement dès le 15 août sur le Grand Couronné.
Chef d'état-major : lieutenant-colonel Coquelin de Lisle ;
sous-chef : lieutenant-colonel de Courcy ;
commandant l'artillerie : colonel Caron.

##### 59eDR
La 59e division de réserve (formée à Angers avec des réservistes de la 9e région) est commandée par le général Charlery de la Masselière, remplacé le 20 août 1914 par le général Kopp, puis le 22 décembre par le général Brasier de Thuy.

##### 68eDR
La 68e division de réserve (formée à Bordeaux avec des réservistes de la 18e région) est commandée par le général Émile Brun d'Aubignosc, remplacé le 27 septembre 1914 par le général Joseph Mordrelle.

##### 70eDR
La 70e division de réserve (formée à Neufchâteau avec des réservistes de la 20e région) est commandée par le général Charles Bizard (ou Bizart), remplacé le 13 août 1914 par le général Marie Émile Fayolle.

#### 2eDC
La 2e division de cavalerie (de Lunéville) est issue de la 20e région ; elle est commandée par le général Antide Lescot, remplacé le 13 août 1914 par le général Jean-Marie Varin. Elle est affectée à la couverture de la mobilisation sous les ordres du 20e corps.

#### 10eDC
La 10e division de cavalerie (de Montauban) est issue des 12e, 17e et 18e régions ; elle est commandée par le général Louis Conneau, remplacé par intérim par le général Grellet à partir du 15 août 1914, puis définitivement le 13 septembre par le général de Contades-Gizeux.

### 3earmée

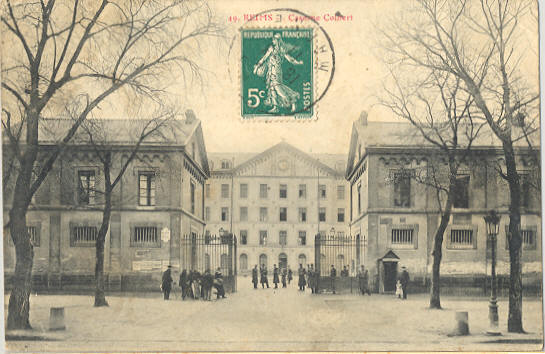
L'entrée de la caserne Colbert (à Reims) en 1911, hébergeant le d'infanterie.

La 3e armée, surnommée « Armée de Châlons », est commandée par le général Pierre Xavier Emmanuel Ruffey (remplacé le 30 août 1914 par le général Maurice Sarrail).
Chef d'état-major : général Paul François Grossetti (remplacé le 30 août 1914 par le colonel Lebouc) ;
sous-chef : lieutenant-colonel Lebouc ;
chef du 3e bureau : commandant Tanant ;
chef de l'aviation : commandant Faure ;
chef de la direction des étapes et services : général de Grandprey.
Le 1er échelon est mobilisé à Paris, tandis que le 2e échelon l'est à Châlons ; la prise de commandement est réalisée le 6 août à Verdun.
La 3e armée est composée le 2 août avec les 4e, 5e et 6e corps d'armée, la 7e division de cavalerie, de cinq groupes d'artillerie lourde et de quatre escadrilles. Elle est renforcée le 10 août avec le 3e groupe de divisions de réserve, puis avec la 10e DI du 27 au 31 août, la 42e DI du 27 au 29, la 65e DI du 28 au 30, etc. Le GQG lui retire le 4e corps le 2 septembre. La place fortifiée de Verdun dépend de la 3e armée du 9 au 17 août, puis du 27 août 1914 au 8 janvier 1915.

#### 4ecorps
Le 4e corps d'armée (du Mans) est commandé par le général Victor René Boëlle (remplacé le 17 juin 1915 par le général Henri Putz).
Chef d'état-major : lieutenant-colonel Degoutte ;
sous-chef : lieutenant-colonel Bizard ;
commandant de l'artillerie (4e brigade) : général Parreau ;
commandant du génie : lieutenant-colonel Tétard.

##### 7eDI
La 7e division d'infanterie (de Paris) est commandée par le général Edgard de Trentinian, remplacé (limogeage à la suite de la bataille des Ardennes) le 25 septembre 1914 par le général Desvaux, puis le 5 octobre par le général Collas.

##### 8eDI
La 8e division d'infanterie (du Mans) est commandée par le général Raoul de Lartigue, remplacé le 6 octobre 1914 par le général Marie Sixte François Rozée d'Infreville.

#### 5ecorps
Le 5e corps d'armée (d'Orléans) est commandé par le général Charles Brochin, remplacé (limogeage à la suite de la bataille des Ardennes) le 23 août 1914 par le général Frédéric Henry Micheler.
Chef d'état-major : colonel Jeanne-Julien ;
commandant de l'artillerie (5e brigade) : général Labarraque ;
commandant du génie : colonel Cabaud.

##### 9eDI
La 9e division d'infanterie (d'Orléans) est commandée par le général Pierre Peslin, remplacé (à la suite du suicide du général le 10) le 12 août 1914 par le général Émile Martin.

##### 10eDI
La 10e division d'infanterie (de Paris) est commandée par le général Michel Auger, remplacé le 26 août 1914 par le général Charles Roques, puis le 17 septembre par le général Henri Gouraud.

#### 6ecorps
Le 6e corps d'armée (de Châlons-sur-Marne) est commandé par le général Maurice Sarrail, remplacé le 30 août 1914 par le général Martial Justin Verraux.
Chef d'état-major : colonel Joseph Alfred Micheler ;
sous-chef : lieutenant-colonel Dillemann ;
commandant de l'artillerie (6e brigade) : général Herr ;
commandant du génie : lieutenant-colonel Mathy.

##### 12eDI
La 12e division d'infanterie (de Reims) est commandée par le général Louis-Auguste-Didier Souchier, remplacé le 17 septembre 1914 par le général Frédéric-Georges Herr, puis le 15 novembre par le général Marie Jean Auguste Paulinier.

##### 40eDI
La 40e division d'infanterie (de Saint-Mihiel) est commandée par le général Émile Hache, remplacé le 25 août 1914 par le général Marie Gaston Leconte.

##### 42eDI
La 42e division d'infanterie (de Verdun) est commandée par le général Martial Justin Verraux, remplacé le 30 août 1914 par le général Paul François Grossetti, puis le 7 novembre par le général Denis Auguste Duchêne.

#### 3eGDR
Le 3e groupe de divisions de réserve (GRD) est commandé par le général Paul Durand, avec le lieutenant-colonel Diébold comme chef d'état-major. Le groupe (54e, 55e et 56e DI) est concentré dans la région de Saint-Mihiel et de Verdun du 7 au 17 août 1914, avec la mission d'occuper les Hauts-de-Meuse. Le 3e GDR forme une subdivision au sein de la 3e armée à partir du 17 août, puis forme le noyau de l'armée de Lorraine à partir du 22 (54e et 67e DR, renforcées le 23 par la 72e et le 24 par la 75e). Le GDR est renommé « groupement Paul Durand » du 23 au 27 août.
Chef d'état-major : lieutenant-colonel Diébold.
Un nouveau 3e groupe de divisions de réserve est constitué sur les Hauts-de-Meuse par l'ordre du 25 août 1914, appelé aussi « groupement de Lamase » car commandé par le général Henri Beaudenom de Lamaze (remplacé le 21 novembre 1914 par le général Henri Berthelot), avec le lieutenant-colonel Tardy comme chef d'état-major. Composé le 26 août des 65e et 75e DR, remplacées le 27 par les 55e et 56e DR, le nouveau GDR est transféré de l'armée de Lorraine à la nouvelle 6e armée, avec retrait du front à partir du 27, transport par voie ferrée jusqu'au 30 août et déploiement autour de Roye et de Tricot. Le groupe est renommé 5e GDR le 5 septembre 1914.

##### 54eDR
La 54e division de réserve (constituée au Mans avec des réservistes de la 4e région) est commandée par le général Chailley. La 54e DR est disloquée à partir du 4 septembre : la 107e brigade est rattachée au 6e corps, tandis que la 108e est rattachée à la 72e DR. L'ordre de dissolution de la 54e DR est donnée le 27 octobre : le groupe du 26e RAC passe à l'AD65, ceux du 31e et du 44e RAC à l'AC6.

##### 55eDR
La 55e division de réserve (constituée à Orléans avec des réservistes de la 5e région) est commandée par le général Louis Leguay, remplacé le 5 novembre 1914 par le général Buisson d'Armandy.

##### 56eDR
La 56e division de réserve (constituée à Châlons-sur-Marne avec des réservistes de la 6e région) est commandée par le général Frédéric Micheler, remplacé le 16 septembre 1914 par le général Théodore de Dartein.

#### 7eDC
La 7e division de cavalerie (de Melun) est issue des 4e et 5e régions ainsi que de la région de Paris ; elle est commandée par le général Gillain, remplacé le 25 août 1914 par le général Victor Louis Lucien d'Urbal, puis le 28 septembre par le général Alexis Hély d'Oissel. Elle est affectée à la couverture de la mobilisation, sous les ordres du 6e corps.

### 4earmée

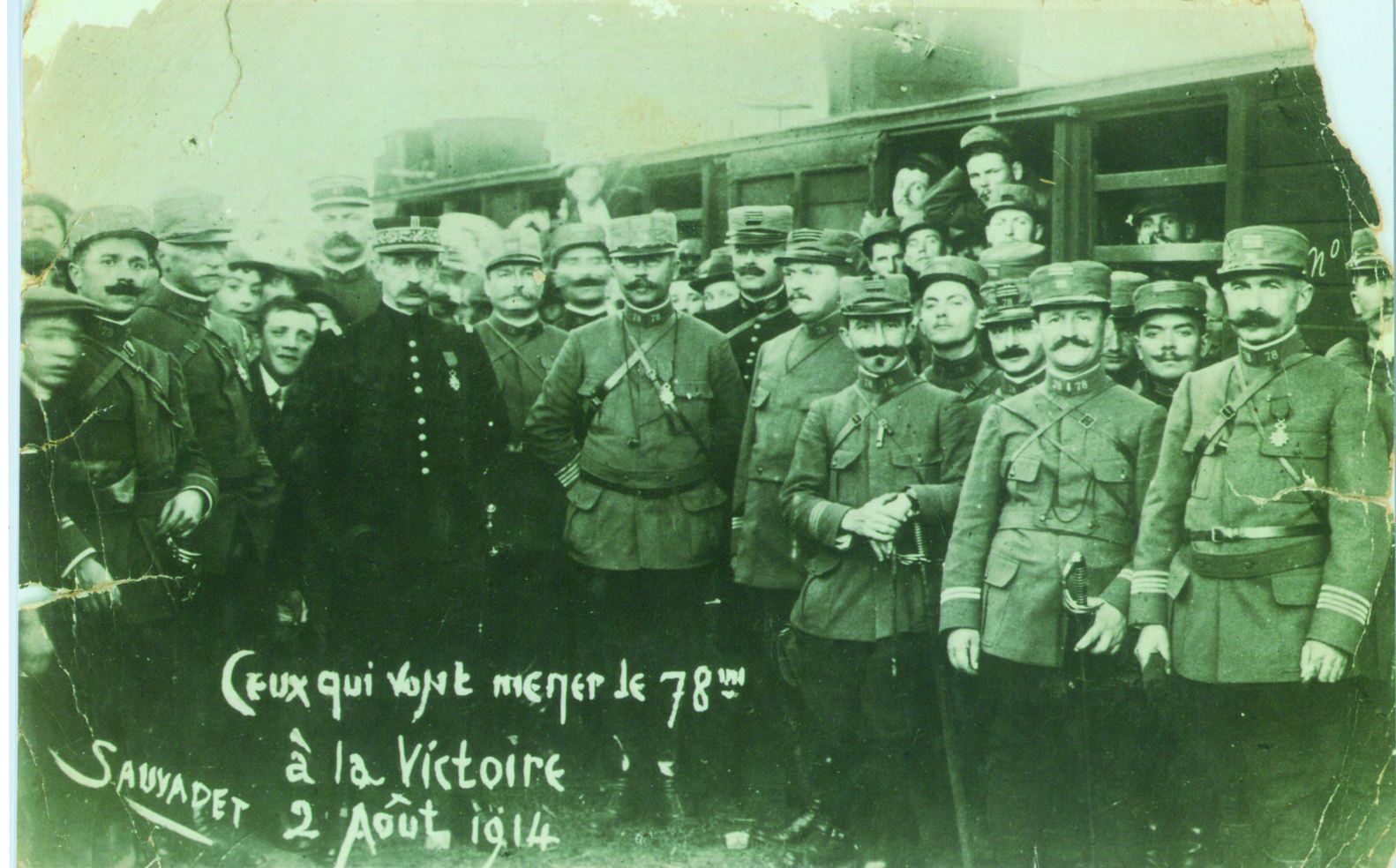
L'état-major du au départ de Limoges en août 1914.

La 4e armée, surnommée « Armée de Fontainebleau », est commandée par le général Fernand de Langle de Cary (remplacé le 11 décembre 1915 par le général Henri Joseph Eugène Gouraud).
Chef d'état-major : général Paul Maistre (remplacé le 12 septembre 1914 par le colonel Alphonse Nudant, puis le 21 novembre 1914 par le colonel Gabriel Alexandre Paquette) ;
sous-chef : lieutenant-colonel Dessens ;
chef du 3e bureau : commandant de La Fontaine ;
chef des services de l'aviation : commandant Barès ;
chef des étapes et services : général Sentis.
Le 1er échelon de l'état-major venant de Paris arrive à Saint-Dizier le 5 août à 8 h 15 ; le 2e échelon le 6 à 21 h venant de Fontainebleau.
La 4e armée est composée le 2 août avec les 12e et 17e corps d'armée, le corps colonial (CAC), la 9e division de cavalerie, un groupe d'artillerie lourde et deux escadrilles. Elle est renforcée dès le 8 août par le 2e corps, puis le 16 par le 11e corps avec les 52e et 60e DI, le 20 par le 9e corps et le 29 août par le détachement d'armée Foch (retiré le 5 septembre).

#### 12ecorps
Le 12e corps d'armée (de Limoges) est commandé par le général Pierre Auguste Roques (remplacé le 5 janvier 1915 par le général Henri Jean Descoings).
Chef d'état-major : lieutenant-colonel Méric ;
sous-chef : lieutenant-colonel Bernard ;
commandant de l'artillerie (12e brigade) : général Bapst.

##### 23eDI
La 23e division d'infanterie (d'Angoulême) est commandée par le général Charles Leblond, remplacé le 22 août 1914 par le général Bapst, puis le 27 août par le général Joseph Masnou.

##### 24eDI
La 24e division d'infanterie (de Périgueux) est commandée par le général du Garreau de la Mèchenie (ou de la Mécherie ?), remplacé le 22 août 1914 par le général Deffontaines, puis le 26 août par le général Henri Jean Descoings.

#### 17ecorps
Le 17e corps d'armée (de Toulouse) est commandé par le général Arthur Joseph Poline, remplacé (limogeage à la suite de la bataille des Ardennes) le 21 août 1914 par le général Noël Jean-Baptiste Henri Alphonse Dumas.
Chef d'état-major : colonel Grégoire ;
sous-chef : lieutenant-colonel Ferradini ;
commandant de l'artillerie (17e brigade) : général Malcor.

##### 33eDI
La 33e division d'infanterie (de Montauban) est commandée par le général François de Villeméjane, remplacé (limogeage) le 31 août 1914 par le général Adolphe Guillaumat puis le 9 décembre par le général Desvaux.

##### 34eDI
La 34e division d'infanterie (de Toulouse) est commandée par le général Henri Alby.

#### Corps colonial
Le corps d'armée colonial (CAC, formé à Paris) est commandé par le général Jules Lefèvre (remplacé le 22 janvier 1915 par le général Henri Gouraud).
Chef d'état-major : colonel Puypéroux ;
sous-chef : lieutenant-colonel Piquemal ;
commandant de l'artillerie : général Gautheron ;
commandant du génie : colonel Dehoey.

##### 2eDIC
La 2e division d'infanterie coloniale (de Toulon) est commandée par le général Paul Leblois.

##### 3eDIC
La 3e division d'infanterie coloniale (de Brest) est commandée par le général Léon Raffenel, remplacé (à la suite de sa mort lors des combats de Rossignol le 22 août) le 27 août par le général Charles Leblond, puis le 12 septembre par le général Georges Goullet.

#### 9eDC
La 9e division de cavalerie (de Tours) est issue des 9e, 10e et 11e régions ; elle est commandée par le général Jean de l'Espée.

### 5earmée

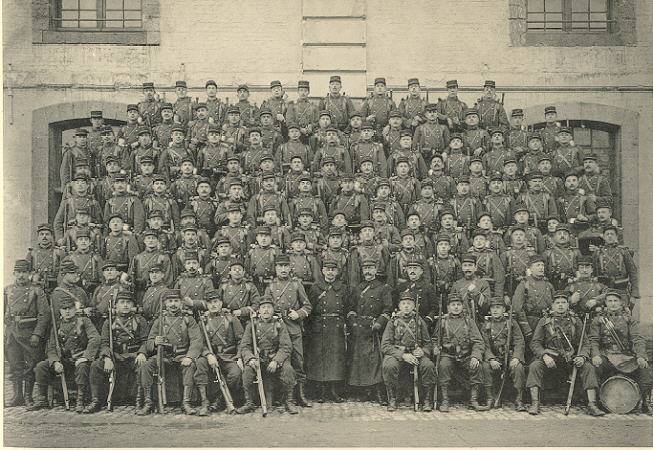
La du 1er régiment de ligne en 1911, casernée à Cambrai. Les unités étaient généralement recrutées localement, notamment dans l'infanterie : les soldats du 1er RI proviennent majoritairement de l'arrondissement de Cambrai.

La 5e armée, surnommée l'« Armée de Paris », est commandée par le général Charles Lanrezac (remplacé le 3 septembre 1914 par le général Louis Franchet d'Espèrey).
Chef d'état-major : général Alexis Hély d'Oissel (remplacé le 28 septembre 1914 par le lieutenant-colonel Charles de Lardemelle).
sous-chef : lieutenant-colonel Daydrein ;
chef du 3e bureau : commandant Schneider ;
chef de l'aviation : lieutenant-colonel Ganter ;
commandant du génie : colonel Henry.
Le 1er échelon de l'état-major, mobilisé à Paris, part pour Rethel le 4 août à 18 h 30. Le général Lanrezac arrive le 5 et prend le commandement.
La 5e armée est composée le 2 août avec les 1er, 2e, 3e, 10e et 11e corps d'armée, la 4e division de cavalerie, cinq groupes d'artillerie lourde et six escadrilles. Le GQG lui retire le 2e corps le 8 août, la renforçant le 11 avec les 52e et 60e DI (la seconde retirée le 15, la première le 16), puis le 15 août avec le 4e groupe de divisions de réserve. Elle perd le 11e corps le 16, et reçoit le 18e corps le 18 août.

#### 1ercorps
Le 1er corps d'armée (de Lille) est commandé par le général Louis Franchet d'Espèrey, remplacé le 4 septembre 1914 par le général Henry Victor Deligny.
Chef d'état-major : lieutenant-colonel de Lardemelle ;
sous-chef : lieutenant-colonel Hoerter ;
commandant de l'artillerie (1er brigade) : général Bro ;
commandant du génie : colonel Seurre.

##### 1reDI
La 1re division d'infanterie (de Lille) est commandée par le général Marie Alexandre Gallet, remplacé le 3 octobre 1914 par le général Bro.

##### 2eDI
La 2e division d'infanterie (d'Arras) est commandée par le général Henry Victor Deligny, remplacé le 8 septembre 1914 par le général Noël Garnier-Duplessix, puis le 21 septembre par le général Jean-Marie Brulard.

#### 2ecorps
Le 2e corps d'armée (d'Amiens) est commandé par le général Augustin Gérard (remplacé le 24 juillet 1915 par le général Frédéric-Georges Herr).
Chef d'état-major : lieutenant-colonel Montérou ;
sous-chef : lieutenant-colonel Vidalon ;
commandant de l'artillerie (2e brigade) : général Bon ;
commandant du génie : lieutenant-colonel Lefebvre.

##### 3eDI
La 3e division d'infanterie (d'Amiens) est commandée par le général Charles Louis Jacques Régnault, remplacé (limogeage) le 2 septembre par le général Émilien Cordonnier, puis le 19 septembre par le général Caré et le 20 octobre de nouveau par le général Cordonnier.

##### 4eDI
La 4e division d'infanterie (de Mézières) est commandée par le général Charles Rabier (remplacé le 9 décembre 1914 par le général Adolphe Guillaumat). Le 148e régiment de la division a une mission particulière : lors de la mobilisation, il doit assurer la garde des ponts sur la Meuse de Fumay à Givet, puis une fois relevé par les unités de la 52e division de réserve il s'avance en aval de Dinant pour faire la liaison avec la place de Namur.

#### 3ecorps
Le 3e corps d'armée (de Rouen) est commandé par le général Henry Sauret, remplacé (limogeage à la suite de la bataille de Charleroi) le 25 août par le général Émile Hache.
Chef d'état-major : colonel Geismar ;
sous-chef : lieutenant-colonel Tennevin ;
commandant de l'artillerie (3e brigade) : général G. Rouquerol ;
commandant du génie : colonel Belle.

##### 5eDI
La 5e division d'infanterie (de Rouen) est commandée par le général Élie Verrier, remplacé le 31 août 1914 par le général Charles Mangin.

##### 6eDI
La 6e division d'infanterie (de Paris) est commandée par le général Georges Bloch, remplacé le 31 août 1914 par le général Philippe Pétain, puis le 20 octobre par le général Caré et le 5 novembre par le général Charles Jacquot.

#### 10ecorps
Le 10e corps d'armée (de Rennes) est commandé par le général Gilbert Desforges (ou « Defforges », remplacé le 10 novembre 1914 par le général Wirbel).
Chef d'état-major : colonel Paulinier ;
sous-chef : lieutenant-colonel Monroé dit Roë ;
commandant de l'artillerie (10e brigade) : général Dumay.

##### 19eDI
La 19e division d'infanterie (de Rennes) est commandée par le général Gaëtan Bonnier, remplacé le 5 septembre 1914 par le général Bailly.

##### 20eDI
La 20e division d'infanterie (de Saint-Servan) est commandée par le général Boë, remplacé par intérim (à la suite de la blessure du général le 22 août) par le général Ménissier, puis le 5 septembre 1914 par le général Rogerie et le 8 octobre par le général François Anthoine.

#### 11ecorps
Le 11e corps d'armée (de Nantes) est commandé par le général Joseph-Paul Eydoux (remplacé le 10 février 1915 par le général Maurice Eugène François Baumgarten).
Chef d'état-major : colonel Weywada ;
sous-chef : lieutenant-colonel Retrouvey ;
commandant de l'artillerie (11e brigade) : général Favereau ;
commandant du génie : lieutenant-colonel Cota.

##### 21eDI
La 21e division d'infanterie (de Nantes) est commandée par le général René Radiguet, remplacé le 25 octobre 1914 par le général François Dauvin (ou d'Auvin).

##### 22eDI
La 22e division d'infanterie (de Vannes) est commandée par le général Joseph Pambet, remplacé le 30 septembre 1914 par le général Pierre Bouyssou.

#### 52eDR
La 52e division de réserve (formée à Mézières avec des réservistes de la 2e région) est commandée par le général Hyacinthe Clément Justin Coquet, puis le 2 septembre 1914 (limogeage) par le général Jules Augustin Williams Léon Battesti, le 27 septembre (à la suite de la mort de Battesti le 25) par le général Charles de Pélacot et le 25 octobre par le général Jean-Gabriel Rouquerol. La division dépend directement de la 5e armée, avec déploiement du 9 au 13 août autour de Mézières : sa mission est d'assurer la garde des ponts de la Meuse, de Mézières à Givet. Passage sous les ordres de la 4e armée le 16, puis du 11e corps le 26 ; bataille de la Meuse le 28 autour de Frénois et de Donchery, puis repli le 29 août.

#### 60eDR
La 60e division de réserve (formée à Rennes avec des réservistes de la 10e région) est commandée par le général Maurice Joppé, remplacé le 25 septembre 1914 par le général Géraud Réveilhac. La division dépend directement de la 5e armée, avec transport du 8 au 11 jusqu'à Rethel, puis déploiement du 11 au 18 autour de Pauvres. Transfert à la 4e armée le 16, puis au 11e corps le 23 août.

#### 4eDC
La 4e division de cavalerie (de Sedan) est issue de la 6e région ; elle est commandée par le général Abonneau (remplacé le 13 octobre 1914 par le général de Buyer). Elle est affectée à la couverture de la mobilisation, sous les ordres du 2e corps.

### Formations à la disposition du général en chef
En plus des cinq armées, le commandant en chef, le général Joseph Joffre, dispose de grandes unités (corps de cavalerie, groupes des divisions de réserve, groupements divers et divisions isolées) dont il dispose sur d'autres fronts (par exemple les Alpes) ou comme réserve. Au fur et à mesure des affectations de ces différentes unités, le GQG finit rapidement par demander la mise à sa disposition des dernières grandes unités dont le ministre de la Guerre s'était réservé l'emploi selon le plan de mobilisation.

#### Corps de cavalerie Sordet
Le corps de cavalerie (CC) est commandé par le général André Sordet, d'où son surnom de « corps Sordet ». L'état-major du corps d'armée est mobilisé à Paris, avant de s'installer à Mézières le 2 août.
Chef d'état-major : colonel Guéneau de Montbeillard ;
chef du 3e bureau : commandant Lanquetot.
Le corps de cavalerie est mis sous les ordres de la 5e armée du 15 au 25 août 1914, puis de la 6e armée le 30 août et du gouverneur militaire de Paris du 1er au 4 septembre. Le 8 septembre, le général Sordet est remplacé par le général Bridoux.

##### 1reDC
La 1re division de cavalerie (de Paris) est commandée par le général Buisson, remplacé le 28 septembre 1914 par le général Olivier Mazel.

##### 3eDC
La 3e division de cavalerie (de Compiègne, dans la 6e région) est commandée par le général Dor de Lastours.

##### 5eDC
La 5e division de cavalerie (de Reims, dans la 6e région militaire) est commandée par le général Bridoux, remplacé le 10 septembre 1914 par le général Lallemand du Marais puis le 28 septembre par le général Allenou.

#### 1erGDR
Le 1er groupe de division de réserve (GDR) est commandé par le général Louis Archinard, avec comme chef d'état-major le lieutenant-colonel Henri Mordacq. Le groupe est concentré du 10 au 14 août dans la région Luxeuil, Vesoul et Montbéliard, pour servir selon le plan XVII de réserve à la 1re armée et pour surveiller la frontière entre la France et la Suisse (dans l'hypothèse d'une invasion de la Suisse par les forces allemandes). Le GDR est affecté à partir du 11 août à l'armée d'Alsace, avant que le groupe soit dissous le 25 août.

##### 58eDR
La 58e division de réserve (formée à Dijon avec des réservistes de la 8e région) est commandée par le général César Besset, remplacé le 31 août 1914 par le général Georges Claret de la Touche, puis le 22 septembre par le général Édouard Bolgert.

##### 63eDR
La 63e division de réserve (formée à Clermont-Ferrand avec des réservistes de la 13e région) est commandée par le général Gustave Lombard, remplacé le 17 novembre 1914 par le général Georges Jullien.

##### 66eDR
La 66e division de réserve (formée à Montpellier avec des réservistes de la 16e région) est commandée par le général Voirhaye, remplacé le 27 août 1914 par le général Mazel, puis le 6 octobre par le général Guerrier.

#### 4eGDR
Le 4e groupe de divisions de réserve (GDR) est commandé par le général Mardochée Valabrègue, avec le lieutenant-colonel des Vallières comme chef d'état-major. Le groupe est concentré du 8 au 21 août 1914 autour de Vervins, puis est affecté à la 5e armée le 15. Le 18 août, la 51e DI est détachée du groupe ; le 31 août, la 74e brigade (de la 37e DI) est rattachée au groupe. Le groupe est dissous le 30 septembre 1914 (ordre du 29).

##### 51eDR
La 51e division de réserve (formée à Arras avec des réservistes de la 1re région) est commandée par le général René Boutegourd.

##### 53eDR
La 53e division de réserve (formée à Rouen avec des réservistes de la 3e région) est commandée par le général Georges Perruchon, remplacé le 7 septembre 1914 par le général Journée, puis le 18 octobre par le général Louis Loyzeau de Grandmaison.

##### 69eDR
La 69e division de réserve (formée à Reims avec des réservistes de la 6e région) est commandée par le général Henri Le Gros, remplacé le 8 septembre 1914 par le général Néraud, puis le 5 novembre par le général Pierre Berdoulat.

#### Armée d'Afrique
L'armée d'Afrique (correspondant à la 19e région militaire) envoie dès le début d'août sur le territoire métropolitain les 37e et 38e divisions d'infanterie, créées en application du plan de mobilisation, ainsi que la division marocaine. Une nouvelle division est créée le 19 août, la 45e DI, pour être envoyée elle aussi en métropole.

##### 37eDI
La 37e division d'infanterie est formée à Philippeville à partir des troupes de la division de Constantine, comme le prévoit le plan de mobilisation. Elle est commandée par le général Louis Comby.
Elle traverse la Méditerranée du 5 au 8 août pour arriver majoritairement à Marseille. Elle est rassemblée du 8 au 10 à Arles, puis est transportée à partir du 12 août par Chasse, Noisy, Le Bourget pour débarquer le 13 à Hirson, avant de marcher jusqu'à Auvillers-les-Forges et Rocroi (elle passe au 1er CA) le 14 août.

##### 38eDI
La 38e division d'infanterie est constituée à Alger à partir des troupes de la division d'Alger, comme le prévoit le plan de mobilisation. Elle est commandée par le général Paul Jules Henri Muteau, remplacé le 13 septembre 1914 par le général Jean-Marie Brulard, puis le 12 novembre par le général Georges de Bazelaire.
Elle traverse la Méditerranée entre le 4 et le 7 août pour arriver à Cette. Rassemblée du 8 au 10 à Avignon, elle est transportée par train du 12 au 16 août, pour débarquer à Hirson et Chimay.

##### Division marocaine
La division de marche du Maroc est formée sur ordre du ministre de la Guerre du 30 juillet au résident général de France au Maroc Hubert Lyautey, à partir de prélèvement sur les troupes d'occupation du protectorat (sa création n'était pas prévue par le plan de mobilisation) ; elle est constituée à Rabat le 6 août, sous les ordres du général Georges Louis Humbert, remplacé le 8 octobre 1914 par le général Ernest Joseph Blondlat.
Elle débarque à Bordeaux du 11 au 15 août, avant d'être transportée par voie ferrée du 19 au 22 août jusqu'à Laon, Saint-Michel, Signy-le-Petit et Auvillers, et de marcher jusqu'à Tournes (elle passe alors au 9e corps).

##### 45eDI
La 45e division d'infanterie est créée à Oran à partir des troupes de la division d'Oran, sur ordre du 19 août 1914 (sa création n'était pas prévue par le plan de mobilisation), avec constitution du 20 au 24 août. Elle est commandée par le général Antoine Drude. La division traverse la Méditerranée à partir du 24 août, débarque à Cette le 26 et cantonne à Narbonne le 27 (complément en matériel et animaux). Puis l'état-major et la 89e brigade sont transportés le 29 par voie ferrée via Toulouse jusqu'à Juvisy au sud de Paris, passant le 30 août sous les ordres du gouverneur militaire de Paris. Cantonnement à Bourg-la-Reine le 31 ; arrivée de la 90e brigade le 1er septembre. Le 3 septembre, complétée, elle se concentre au Bourget puis fait mouvement vers la région du Mesnil-Amelot, avec affectation à la 6e armée le 5.

#### Défense mobile des places du Nord-Est
Quatre divisions de réserve sont affectées aux quatre principales places fortes de l'Est : celles de Verdun, de Toul, d'Épinal et de Belfort. Ces divisions n'y sont pas mobilisées pour servir de garnison, mais assurer la « défense mobile », c'est-à-dire les combats hors du périmètre fortifié, lors des sorties.

##### 57eDR
La 57e division de réserve (formée à Belfort avec des réservistes de la 7e région) est commandée par le général Bernard. Elle est affectée à la place fortifiée de Belfort.

##### 71eDR
La 71e division de réserve (formée à Épinal avec des réservistes de la 21e région) est commandée par le général Joseph Kaufmant. Elle est affectée à la place fortifiée d'Épinal.

##### 72eDR
La 72e division de réserve (formée à Verdun avec des réservistes de la 6e région) est commandée par le général Jules Heymann (remplacé le 31 octobre 1914 par le général Bapst). Elle est affectée à la place fortifiée de Verdun.

##### 73eDR
La 73e division de réserve (formée à Toul avec des réservistes de la 20e région) est commandée par le général Marie Joseph Châtelain (remplacé le 29 août 1914 par le général Martin de Laporte). Elle est affectée à la place forte de Toul.

#### Armée des Alpes
L'armée des Alpes, surnommée « armée de Lyon » puis renommée « inspection du Sud-Est » le 3 août, est composée d'une partie des unités mobilisées dans les 14e et 15e régions militaires (celles de Lyon et de Marseille) pour assurer la défense du territoire en cas de guerre avec le royaume d'Italie (alliée à l'Allemagne et à l'Autriche-Hongrie dans le cadre de la Triplice).
Le commandement est confié au général Albert d'Amade (d'où le surnom de « groupe d'Amade »), avec comme chef d'état-major le général de Vassart ; l'état-major est mobilisé à Lyon le 2 août, les unités autour de Chambéry, Lyon, Avignon, Antibes et Gap. L'inspection du Sud-Est est dissous le 17 août.

##### 44eDI
La 44e division d'infanterie est créée à Lyon le 11 août 1914 en application du plan de mobilisation, à partir d'unités d'active des 14e et 15e régions. Elle est commandée par le général Soyer, remplacé le 24 août 1914 par le général de Vassart d'Andernay. Le 14 août, la division prend le train pour Grandvillars, passant sous les ordres de l'armée d'Alsace le 15, puis de la 1re armée le 22 (incorporé au 13e corps le 26, puis au 21e me 27).

##### 64eDR
La 64e division de réserve (formée à Grenoble avec des réservistes de la 14e région) est commandée par le général Hollender, remplacé le 7 septembre 1914 par le général Compagnon.

##### 65eDR
La 65e division de réserve (formée à Nice avec des réservistes de la 15e région) est commandée par le général Brice Adrien Bizot, remplacé le 19 septembre 1914 par le général Henri Le Gros.

##### 74eDR
La 74e division de réserve (formée à Chambéry avec des réservistes de la 14e région) est commandée par le général Bigot.

##### 75eDR
La 75e division de réserve (formée à Avignon avec des réservistes de la 15e région) est commandée par le général Henri Vimard, remplacé le 25 septembre 1914 par le général Buisson d'Armandy.

##### 91eDTC
La 91e division d'infanterie territoriale (constituée à Toulouse avec les territoriaux de la 17e région) est commandée par le général Paul Lacroisade. Elle a été mobilisée comme division territoriale de campagne.

### Formations à la disposition du ministre
Le plan de mobilisation prévoit le maintien de plusieurs grandes unités sous les ordres directs du ministre de la Guerre, Adolphe Messimy en août 1914 (remplacé le 26 août par Alexandre Millerand). Ces unités vont être progressivement confiées au commandant en chef, le général Joseph Joffre.

#### 67eDR
La 67e division de réserve (constituée à Montauban avec des réservistes de la 17e région) est commandée par le général Henry Marabail. Elle est transportée entre le 11 et le 13 août dans le camp de Mailly, puis celui de Châlons. Du 16 au 20, elle est envoyée en Lorraine, débarquant à Sainte-Menehould, Clermont-en-Argonne et Verdun.

#### Gouvernement militaire de Paris
La défense du camp retranché de Paris est confiée au gouverneur militaire de Paris (GMP), avec sous ses ordres deux divisions de réserve et cinq divisions territoriales. Les 61e et 62e divisions de réserve et la 84e division territoriale de campagne sont chargées de la défense mobile, la 83e division territoriale de place est affectée à la défense du noyau central, la 85e DTP de la région Est, la 86e de la région Nord et la 89e de la région Sud-Ouest du camp. À partir du 14 août 1914, le gouvernement militaire de Paris reçoit un détachement de marins, formé en brigade le 29 août et qui quitte le GMP le 7 octobre 1914. Le GMP reçoit aussi en renfort la 185e brigade d'infanterie territoriale le 14 août, la 45e DI le 30 août, puis la 6e armée, le 6e groupe de divisions de réserve et le corps de cavalerie Sordet le 1er septembre, le 4e corps le 2, la 8e DI le 3 septembre et une brigade de spahis le 6.
Le commandement est confié au général Victor-Constant Michel, remplacé le 26 août 1914 par le général Joseph Gallieni (lui-même remplacé le 5 novembre 1915 par le général Michel Joseph Maunoury), avec comme chef d'état-major le général Clergerie. Le 2 août, le commandement de la région Sud-Ouest est confié au général Mercier-Milon, celle de la région Est au général Vauthier et celle de la région Nord au général Coupillaud. Le gouvernement militaire de Paris passe le 1er septembre 1914 sous les ordres du commandant en chef. À partir du 7 septembre, la 6e armée reçoit directement ses ordres du GQG.
Le 28 août 1914, les 61e et 62e DR sont regroupées dans le 6e groupe de divisions de réserve (GDR) confié au général Ebener, avec pour chef d'état-major le lieutenant-colonel de Ménil. Affecté à la 6e armée, le 6e GDR passe sous les ordres du GMP du 1er au 10 septembre 1914, avant de repasser à la 6e armée.

##### 61eDR
La 61e division de réserve (constituée à Vannes avec des réservistes de la 11e région) est commandée par le général Paul Virvaire, remplacé le 31 août 1914 par le général Deprez. Elle est transportée du 6 au 14 août jusqu'au Bourget.

##### 62eDR
La 62e division de réserve (formée à Angoulême avec des réservistes de la 12e région) est commandée par le général Marie François Caneval, remplacé le 21 septembre 1914 par le général Wirbel puis le 10 novembre par le général Paulinier et le 15 novembre par le général Maurice Baumgarten. Elle arrive d'Angoulême entre les 5 et 17 août, débarquant à Ivry et à Gonesse.

##### 83eDTP
La 83e division d'infanterie territoriale (constituée à Chartres avec des territoriaux de la 4e région militaire) est commandée par le général Charles Groth, remplacé le 23 septembre 1914 par le général Alfred Galopin. → 5-12 Rambouillet, Paris-Vaugirard. Elle a été mobilisée comme division territoriale de place.

##### 84eDTC
La 84e division d'infanterie territoriale (constituée à Laval avec des territoriaux de la 4e région militaire) est commandée par le général Henri de Ferron, remplacé le 30 septembre 1914 par le général Marie Joseph Chatelain. → 12-13 Massy-Palaiseau, Wissous et Choisy-le-Roi. Elle a été mobilisée comme division territoriale de campagne.

##### 85eDTP
La 85e division d'infanterie territoriale (constituée à Châteauroux avec des territoriaux de la 9e région militaire) est commandée par le général Tell Aristide Frédéric Antoine Chapel. → 8 Villiers-sur-Marne. Elle a été mobilisée comme division territoriale de place.

##### 86eDTP
La 86e division d'infanterie territoriale (constituée à Angers avec des territoriaux de la 9e région militaire) est commandée par le général Raymond Mayniel, remplacé le 1er octobre 1914 par le général Charles Leblond. → 9 Chevaleret-Ivry → 10 Pierrefitte. Elle a été mobilisée comme division territoriale de place.

##### 89eDTP
La 89e division d'infanterie territoriale (constituée à Angoulême avec des territoriaux de la 12e région militaire) est commandée par le général Louis Penaud, remplacé le 12 septembre 1914 par le général Frédéric Edmond Bourdériat, puis le 16 novembre par le général Marie Alexandre Gallet et le 21 novembre par le général Edgard de Trentinian. → 11 Ruelle, Ivry → 12 Versailles. Elle a été mobilisée comme division territoriale de place.

#### Places fortes
En dehors du Gouvernement militaire de Paris, les différentes fortifications entretenues le long des frontières et littoraux voient leurs garnisons de temps de paix renforcées lors de la mobilisation.
- 1re région militaire :
  - place de Dunkerque : Portion centrale et 4e, 6e et 7e batteries du 1er régiment d'artillerie à pied (1er RAP), les quatre bataillons du 8e RIT[171] et les trois du 6e RIT[172] ;
  - place de Boulogne-sur-Mer : 3e batterie du 1er RAP et un bataillon du 7e RIT[173] ;
  - place de Calais : 5e batterie du 1er RAP et trois bataillons du 7e RIT[173]
  - place de Lille : désarmée, puis déclarée « ville ouverte » ;
  - rideau des forts de Maulde (en), de Flines et de Curgies ;
  - place de Maubeuge : 145e RI, 345e RI, 31e régiment d'infanterie coloniale (31e RIC), 32e RIC, 1er, 2e, 3e, 4e, 5e et 85e RIT, Fraction et 1re et 2e batteries du 1er RAP, les neuf batteries du 1er RAT[174] et les dirigeables Dupuy-de-Lôme et Mongolfier ;
- 2e région militaire :
  - forts d'arrêt de la « trouée de Stenay » (ou « trouée de l'Oise ») avec ceux d'Hirson, de Charlemont et des Ayvelles : deux compagnies du 45e RIT[175] ;
  - place de Montmédy : 3e batterie du 5e régiment d'artillerie à pied (5e RAP) ;
  - place de Longwy : 5e batterie du 5e RAP ;
- 6e région militaire :
  - place de Verdun : 164e, 165e et 166e RI, 44e RIT, 1re, 2e, 4e, 6e, 7e, 8e, 9e, 10e, 11e, 12e et 13e batteries du 5e RAP, 9e régiment du génie (6e et 25e bataillons) et dirigeable Fleurus ;
  - rideau des Hauts de Meuse avec les forts de Génicourt, de Troyon, des Paroches, du Camp-des-Romains (au sud de Saint-Mihiel) et de Liouville, batterie de Saint-Agnant, forts de Gironville et de Jouy-sous-les-Côtes : 12e batterie du 5e RAP ;
- 20e région militaire :
  - place forte de Toul : 167e, 168e et 169e RI ; 2e, 4e, 5e, 6e et 12e batteries du 6e RAP et dirigeable Adjudant-Vincenot ;
  - forts d'arrêt de la « trouée de Charmes » avec ceux de Manonviller (Une compagnie du 168e  régiment d'infanterie, 3e batterie du 6e RAP), de Frouard (Une compagnie du 168e  régiment d'infanterie, 1re batterie du 6e RAP), de Pont-Saint-Vincent (Une compagnie du 168e  régiment d'infanterie, 7e batterie du 6e RAP), de Pagny-la-Blanche-Côte (Une compagnie du 168e  régiment d'infanterie, 11e batterie du 6e RAP), Fort d'Écrouves (Une compagnie du 168e  régiment d'infanterie, 9e batterie du 6e RAP), fort de Lucey (Une compagnie du 168e  régiment d'infanterie,10e batterie du 6e RAP) et de Bourlémont (Une compagnie du 168e  régiment d'infanterie, 8e batterie du 6e RAP) ;
- 21e région militaire :
  - place d'Épinal : 170e RI et dirigeable Conté ;
- 7e région militaire :
  - rideau de la Haute-Moselle avec les forts d'Arches, du Parmont, de Rupt, de Château-Lambert, du Ballon-de-Servance et de Giromagny ;
  - place de Belfort : 171e et 172e RI ; 1re, 2e, 3e, 5e et 6e batteries du 9e RAP
  - rideaux du sud de la trouée de Belfort avec les forts Lachaux et Mont-Bart, ainsi que le môle du Lomont ;
  - place de Pontarlier ;
  - forts de Salins-les-Bains ;
  - position des Rousses (fort des Rousses et fort du Risoux) ;
  - place de Besançon ;
  - place de Langres : 8e et 9e batteries du 4e RAP ;
  - défilé de l'Écluse ;
- 8e région militaire :
  - place fortifiée de Dijon ;
- 14e région militaire :
  - place de Lyon ;
  - place d'Albertville ;
  - barrière de l'Esseillon (en amont de Modane) ;
  - forts du Sapey et du Replaton (en aval de Modane) ;
  - fort du Télégraphe à Saint-Michel-de-Maurienne ;
  - barrière de Chamousset avec les forts de Montperché, d'Aiton et de Montgilbert ;
  - place de Grenoble ;
  - place de Briançon : 159e RI ; 2e, 4e et 5e batteries du 11e RAP
  - place de Mont-Dauphin ;
  - fort de Tournoux (3e batteries du 11e RAP) ;
- 15e région militaire :
  - place de Saint-Vincent-les-Forts ;
  - forts de la Forca et des Milles-Fourches pour la vallée de la Vésubie ;
  - fort du Pic-Charvet pour la vallée du Var ;
  - fort du Barbonnet (au-dessus de Sospel) pour la vallée de la Bévéra ;
  - place de Nice : 163e RI, 3e, 4e et 5e batteries du 7e régiment d'artillerie à pied (7e RAP) ;
  - Bastia : 173e RI ;
  - Bonifacio : 1re batterie du 7e RAP ;
  - place de Toulon : 1re, 2e, 3e, 4e et 5e batteries du 10e régiment d'artillerie à pied (10e RAP) ;
  - île de Porquerolles : 6e batterie du 10e RAP ;
- 16e région militaire :
  - fort du Cap-Béar (à Port-Vendres) ;
  - fort del Serrat d'en Vaquer (à Perpignan) ;
- 18e région militaire :
  - La Rochelle : 4e batterie du 3e régiment d'artillerie à pied (3e RAP) ;
  - île d'Aix : 5e batterie du 3e RAP ;
- 11e région militaire :
  - place de Brest : 2e, 3e, 4e, batteries du 3e RAP ;
  - Belle-Île-en-Mer : 1re batterie du 3e RAP ;
- 10e région militaire :
  - place de Cherbourg : 1re, 2e, 3e, 4e, 5e, 6e et 7e batteries du 2e RAP ;
- 3e région militaire :
  - place du Havre : 8e et 9e batteries du 2e RAP ;
- Gouvernement militaire de Paris :
  - 1re, 2e, 3e, 4e et 10e batteries du 4e RAP
- 19e région militaire :
  - Bizerte : 1re, 2e, 3e et 4e batterie du 7e groupe d'artillerie à pied d'Afrique ;
  - Alger : 1re et 2e batteries du 6e groupe d'artillerie à pied d'Afrique ;
  - Oran : 3e batterie du 6e groupe d'artillerie à pied d'Afrique ;
  - Philippeville : 4e batterie du 6e groupe d'artillerie à pied d'Afrique ;
- autres colonies :
  - Dakar au Sénégal ;
  - Saïgon en Indochine.

#### Divisions isolées
La surveillance des littoraux et de la frontière espagnole est confiée à six divisions territoriales de campagne. Dès le 16 août, les 81e, 82e, 84e et 88e divisions d'infanterie territoriale de campagne sont confiées au commandant en chef pour être déployées à partir d'Arras et de Douai (formant le « groupe de divisions territoriales », confié au général Albert d'Amade d'où le surnom de « groupe d'Amade »).

##### 81eDTC
La 81e division d'infanterie territoriale (constituée à Amiens avec des territoriaux de la 2e région militaire) est commandée par le général Louis Marcot. Elle a été mobilisée comme division territoriale de campagne.

##### 82eDTC
La 82e division d'infanterie territoriale (constituée à Rouen avec des territoriaux de la 3e région militaire) est commandée par le général Charles Vigy. Elle a été mobilisée comme division territoriale de campagne.

##### 87eDTC
La 87e division d'infanterie territoriale (constituée à Saint-Servan avec des territoriaux de la 10e région militaire) est commandée par le général Roy. Elle a été mobilisée comme division territoriale de campagne.

##### 88eDTC
La 88e division d'infanterie territoriale (constituée à Nantes avec des territoriaux de la 11e région militaire) est commandée par le général Dennery, remplacé le 12 septembre 1914 par le général Louis Curé, puis le 16 novembre par le général Edgard de Trentinian et le 21 novembre par le général Marie Alexandre Gallet. Elle a été mobilisée comme division territoriale de campagne.

##### 90eDTC
La 90e division d'infanterie territoriale (constituée à Perpignan avec des territoriaux de la 16e région militaire) est commandée par le général Jules Bunoust. Elle a été mobilisée comme division territoriale de campagne.
Dès le 12 août 1914, son infanterie est envoyé en Afrique du Nord et au Maroc occidental. La division est dissoute le 16 septembre : l'état-major, le génie et les services servent à la constitution de la 94e division territoriale au camp de la Valbonne à partir du 28 septembre. La cavalerie et l'artillerie restent disponible sur leurs lieux de mobilisation.

##### 92eDTC
La 92e division d'infanterie territoriale (constituée à Bordeaux avec des territoriaux de la 18e région militaire) est commandée par le général Henri Eugène Calvel, remplacé le 29 août 1914 par le général Fernand Ludovic Marie Philomène Charpentier du Moriez. Elle a été mobilisée comme division territoriale de campagne.

#### Territoriale

##### Infanterie
En marge des divisions d'infanterie territoriale, de nombreux régiments non-endivisionnés sont disponibles, notamment pour des affectations dans les places fortes.

## Réorganisation en août
À la suite des premiers combats de la bataille des Frontières, le corps de bataille français est progressivement réorganisé pour s'adapter à l'avance allemande dans le Nord de la France (la Grande Retraite), avec le transfert d'importants renforts sur l'aile gauche.

### Armée d'Alsace
L'armée d'Alsace est constituée par l'ordre du 10 août 1914 en retirant de la 1re armée le 11 août le 7e corps et le 1er GDR, puis en la renforçant progressivement avec la 57e DI le 13, la 44e DI le 15, la 63e DI le 18 et la 66e DI le 19. Le commandement est confié par l'ordre du 10 août au général Paul Pau, avec à partir du 13 le lieutenant-colonel Edmond Buat comme chef d'état-major. Leur mission est de relancer l'offensive en Haute-Alsace à partir de la trouée de Belfort.
L'armée est dissoute le 28 août (ordre du 26 août), contribuant à la constitution du groupement des Vosges et de la 6e armée, tandis que Pau repart définitivement à la retraite.

### Corps de cavalerie Conneau
Le corps de cavalerie est créé le 14 août, regroupant sous les ordres du général Louis Conneau les divisions de cavalerie déployées sur le plateau lorrain, d'abord les 6e et 10e DC le 15, auxquelles se rajoute la 2e DC le 16, le tout affecté à la 2e armée, avec transfert à la 1re armée le 19. Le 21 août, le corps est ré-affecté à la 2e armée avec seulement les 10e et 2e DC.
Le 31 août, la 10e DC et l'état-major du corps partent par voie ferrée jusque dans la région d'Épernay, formant avec la 8e DC le 1er septembre puis la 4e DC le 3 un nouveau corps de cavalerie affecté à la 5e armée pour assurer la liaison avec l'armée britannique. Le 26 septembre, le général Conneau prend le commandement du nouveau 1er corps de cavalerie.

### Groupe d'Amade
Le « groupe de divisions territoriales » est créé le 16 août à la suite de la mise à disposition du GQG de divisions territoriales, précédemment destinées à la surveillance des côtes. Le commandement est confié au général Albert d'Amade (remplacé le 17 septembre 1914 par le général Joseph Brugère), avec le général de Vessart d'Andernay comme chef d'état-major (remplacé le 23 août 1914 par le lieutenant-colonel Morier).
Les unités affectées sont le 19 août les 81e, 82e et 84e DTC, auxquelles se rajoute la 88e DTC le 22 août, avec comme mission d'occuper l'intervalle entre Dunkerque et Maubeuge ; le repli sur Amiens puis Rouen se fait du 26 août au 11 septembre.

### Armée de Lorraine
Une « subdivision de la 3e armée » est constituée dans la Woëvre le 17 août 1914 (ordre du 16), composée du 3e groupe de divisions de réserve (67e et 72e DR) ainsi que des places de Toul et de Verdun. Le commandement est confié le 17 août au général Paul Durand, épaulé par le lieutenant-colonel Diébold comme chef d'état-major (les chefs de l'ancien 3e GDR), remplacés dès le 21 août respectivement par le général Michel Joseph Maunoury et le colonel Amédée Henri Guillemin.
Cette subdivision d'armée est transformée en « armée de Lorraine » le 22 août (ordre du 19 août), composée avec les 55e, 56e, 65e et 75e DR, ainsi que les deux places fortes. Le commandement est donné le 21 août au général Michel Joseph Maunoury et au colonel Amédée Henri Guillemin. Leur mission est d'occuper les Hauts-de-Meuse et d'assurer la couverture face à la place forte allemande de Metz, de Pont-à-Mousson (liaison avec la 2e armée) à Audun-le-Roman (liaison avec la 3e armée).
L'armée de Lorraine est dissoute le 27 août, servant à la constitution de la 6e armée.

### Corps de cavalerie Abonneau
Ce corps de cavalerie provisoire est créé le 18 août par regroupement des 4e et 9e DC, le tout affecté à la 4e armée. Le corps est dissous le 25 août, à la suite de la bataille des Ardennes.

### 3eGDRbis, puis5eGDR
Le 3e groupe de divisions de réserve bis, appelé aussi « groupement de Lamaze », est formé le 26 août 1914 (ordre du 25), sous le commandement du général Henri Beaudenom de Lamaze, avec pour chef d'état-major le lieutenant-colonel Tardy. Il est composé le 26 août des 65e et 75e DI et affecté à l'armée de Lorraine, puis des 55e et 56e DI le 27, passant ensuite sous les ordres de la 6e armée, renforcée le 1er septembre par la division de cavalerie provisoire Cornulier-Lucinière.
Renommé le 5 septembre 1914 « 5e groupe de divisions de réserve », il passe sous le commandement du général Henri Berthelot le 21 novembre.

### 6earmée
La 6e armée est créée par l'ordre du 26 août 1914, à partir de l'état-major de l'armée de Lorraine (armée dissoute le 27), du 7e corps, du 3e GDR bis et du 6e GDR (groupe de divisions de réserve). Toutes ces unités sont envoyées autour de Péronne, Amiens et Montdidier, sous le commandement du général Michel Joseph Maunoury avec comme chef d'état-major le colonel Amédée Henri Guillemin (remplacé le 29 décembre 1914 par le colonel Brécard).
Le 1er septembre, le 6e GDR est transféré ; le 5 c'est au tour du 3e GDR bis. Le 3, l'armée reçoit la 45e DI en renfort ; le 5, le 5e GDR ; le 7, le 4e corps et la 8e DI ; le 8, la 62e DR ; le 9, la 37e DI.

### 6eGDR
Le 6e groupe de divisions de réserve est formé le 28 août 1914 (ordre du 27) avec les 61e et 62e DI. Le commandement est confié au général Ebener, avec pour chef d'état-major le lieutenant-colonel de Ménil.

### 9earmée
Le « détachement d'armée Foch » (DA Foch) est constitué le 29 août autour de Saint-Erne et de Guignicourt, avec les 9e et 11e corps ainsi que les 42e DI et 52e DR, le tout commandé par le général Ferdinand Foch avec comme chef d'état-major le colonel Maxime Weygand. Il a pour mission, sous les ordres de la 4e armée, d'assurer la liaison avec la 5e armée. Le 5 septembre, le détachement prend le nom de 9e armée.
Le 30, le détachement est renforcé par la 22e DI, puis le 31 elle perd les 52e DR et 22e DI. Il est renforcé par la 18e DI du 3 au 7 septembre, puis par le corps de cavalerie de l'Espée du 10 au 12.